# Le Pouliguen
Cet article possède un paronyme, voir Pouliquen.
Le Pouliguen (prononcé [lə.pu.li.gɛ̃]) est une commune de l'Ouest de la France, située dans le département de la Loire-Atlantique, en région Pays de la Loire. Elle fait partie du pays de Guérande, un des pays traditionnels de Bretagne.
Le Pouliguen est une station balnéaire de la Côte d'Amour, réputée pour le port de pêche et de plaisance qu'elle partage avec la station voisine de La Baule. Elle compte 4 007 habitants en 2022, mais la population estivale peut atteindre 40 000 habitants environ.

## Géographie

### Localisation

Situation de la commune du Pouliguen dans le département de la Loire-Atlantique.

La commune du Pouliguen est située sur le littoral de la Loire-Atlantique, sur la partie orientale de la presqu'île du Croisic, à une quinzaine de kilomètres à  l'ouest de Saint-Nazaire. La commune appartient à la presqu'île guérandaise.
Les communes limitrophes sont Batz-sur-Mer, Guérande et La Baule-Escoublac.
|                  | Guérande         | La Baule-Escoublac |
| Batz-sur-Mer     | Pouliguen        | Océan Atlantique   |
| Océan Atlantique | Océan Atlantique | Océan Atlantique   |

Le Pouliguen est bordé :
- à l'ouest, par la commune de Batz-sur-Mer ;
- au nord, par les marais salants de Guérande dépendant de la commune de Guérande ;
- à l'est, par l'étier du Pouliguen qui relie ces marais à l'océan Atlantique et qui, tout en servant de limite avec la commune de La Baule abrite le port des deux cités ;
- au sud, par le littoral, divisé en deux parties par la pointe de Penchâteau :
  - la partie est qui fait face à la baie du Pouliguen, formé notamment par la plage du Nau, laquelle prolonge la « plage Benoît » à La Baule au-delà de l'étier sur presque 400 mètres avec une structure identique (très large estran). Puis commence une succession de falaises rocheuses et quelques petites plages isolées sur environ 1,5 km jusqu'à la pointe ;
  - la partie ouest de la pointe, commence la Côte Sauvage, ici appelée La Grande Côte, avec là aussi, ses falaises rocheuses et quelques plages ; on atteint le territoire de Batz-sur-Mer à 2,5 km de la pointe au niveau de la baie du Scall.

### Géologie et relief
Les altitudes sont faibles : hors littoral, on a 3 à 4 m le long des marais et 10 à 13 m le long de la côte sud ; le point culminant est à 18 m (vers le calvaire et le château d'eau). Le relief est peu vallonné.

#### Superficie
La superficie de la commune est de 4,4 km2 ; son altitude varie de 3  à   13 mètres.

### Hydrographie
L'étier du Pouliguen relie les marais salants de Guérande à l'océan Atlantique, tout en servant de limite entre les communes de La Baule et du Pouliguen ; il abrite le port des deux cités.

### Climat
Pour des articles plus généraux, voir Climat des Pays de la Loire et Climat de la Loire-Atlantique.
En 2010, le climat de la commune est de type climat méditerranéen altéré, selon une étude du CNRS s'appuyant sur une série de données couvrant la période 1971-2000. En 2020, Météo-France publie une typologie des climats de la France métropolitaine dans laquelle la commune est exposée à un climat océanique et est dans la région climatique Bretagne orientale et méridionale, Pays nantais, Vendée, caractérisée par une faible pluviométrie en été et une bonne insolation.
Pour la période 1971-2000, la température annuelle moyenne est de 12,3 °C, avec une amplitude thermique annuelle de 12,3 °C. Le cumul annuel moyen de précipitations est de 781 mm, avec 12,1 jours de précipitations en janvier et 6,1 jours en juillet. Pour la période 1991-2020, la température moyenne annuelle observée sur la station météorologique de Météo-France la plus proche, « Pte de Chemoulin », sur la commune de Saint-Nazaire à 17 km à vol d'oiseau, est de 13,1 °C et le cumul annuel moyen de précipitations est de 595,3 mm,. Pour l'avenir, les paramètres climatiques de la commune estimés pour 2050 selon différents scénarios d'émission de gaz à effet de serre sont consultables sur un site dédié publié par Météo-France en novembre 2022.

### Milieux naturels et biodiversité
Le réseau Natura 2000 est un réseau écologique européen de sites naturels d'intérêt écologique élaboré à partir des directives « Habitats » et « Oiseaux ». Ce réseau est constitué de Zones spéciales de conservation (ZSC) et de Zones de protection spéciale (ZPS). Dans les zones de ce réseau, les États membres s'engagent à maintenir dans un état de conservation favorable les types d'habitats et d'espèces concernés, par le biais de mesures réglementaires, administratives ou contractuelles. L'objectif est de promouvoir une gestion adaptée des habitats tout en tenant compte des exigences économiques, sociales et culturelles, ainsi que des particularités régionales et locales de chaque État membre. Les activités humaines ne sont pas interdites, dès lors que celles-ci ne remettent pas en cause significativement l'état de conservation favorable des habitats et des espèces concernés. Une partie du territoire communal est incluse dans le site Natura 2000 : les « marais salants de Guérande, traicts du Croisic et dunes de Pen-Bron », d'une superficie de 4 376 ha. La directive Oiseaux s'applique à 3 622 ha de cette superficie.
Outre sa plage de sable fin (plage du Nau) et son bois, un des atouts majeurs du Pouliguen, il existe sur la côte rocheuse de nombreuses criques, et des grottes qui se découvrent à marée basse. La plus célèbre est la grotte des Korrigans qui conduisait, d'après la légende, jusqu'à Guérande et qui était gardée par un terrible korrigan. On trouve également le rocher du Sphinx qui donna son nom à une anse.

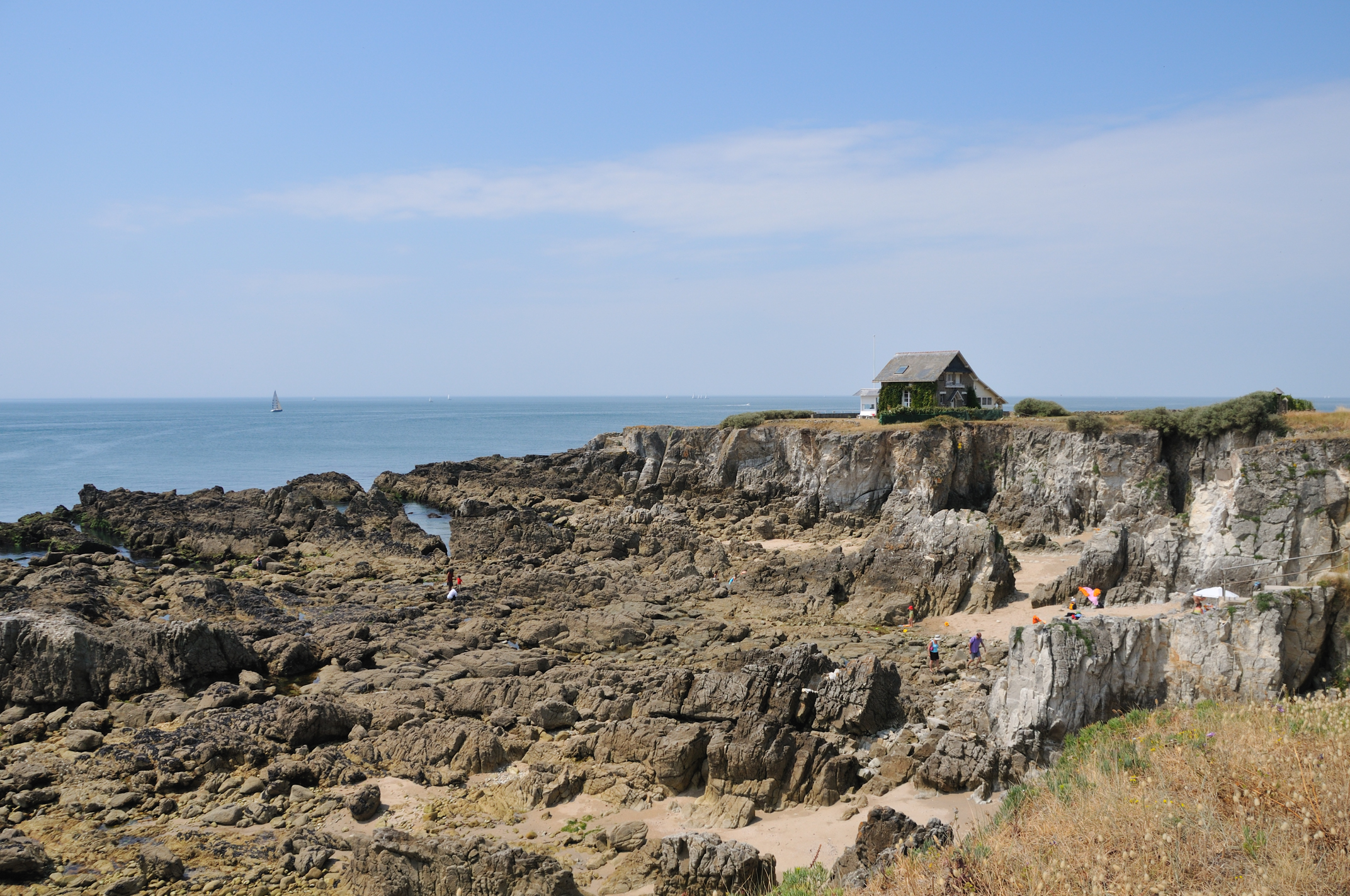
La Grande Côte
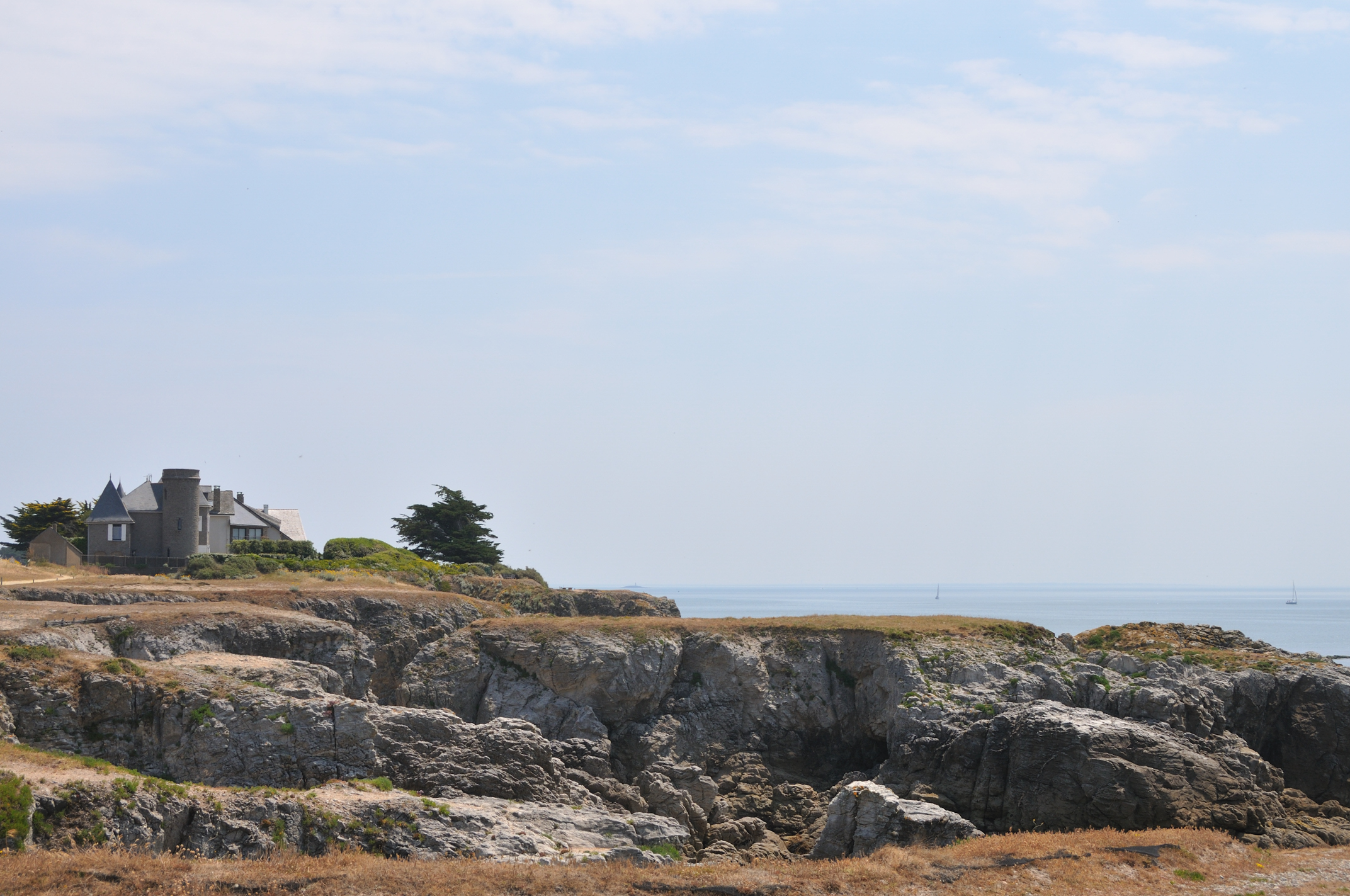
La Grande Côte
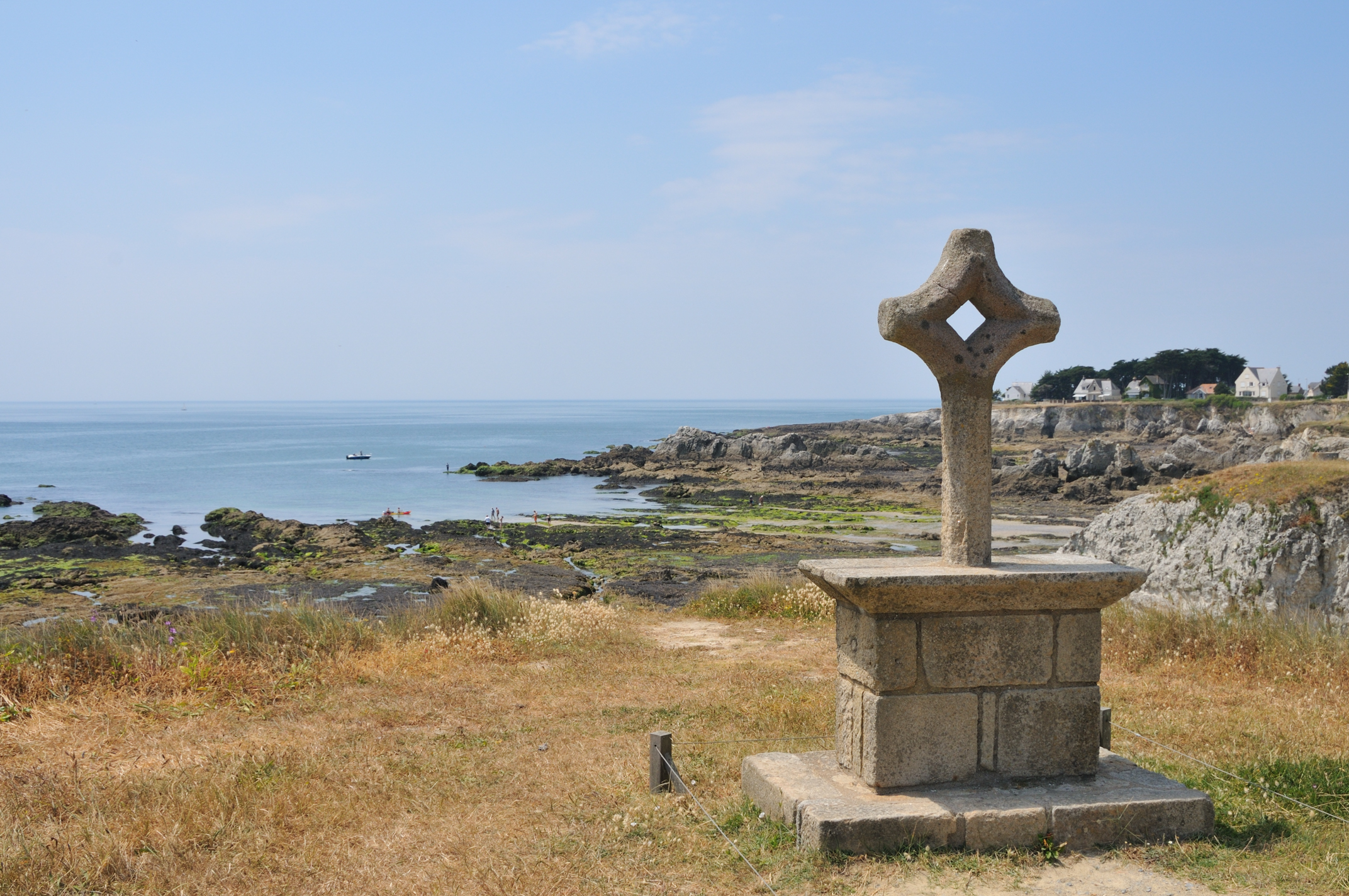
La Grande Côte
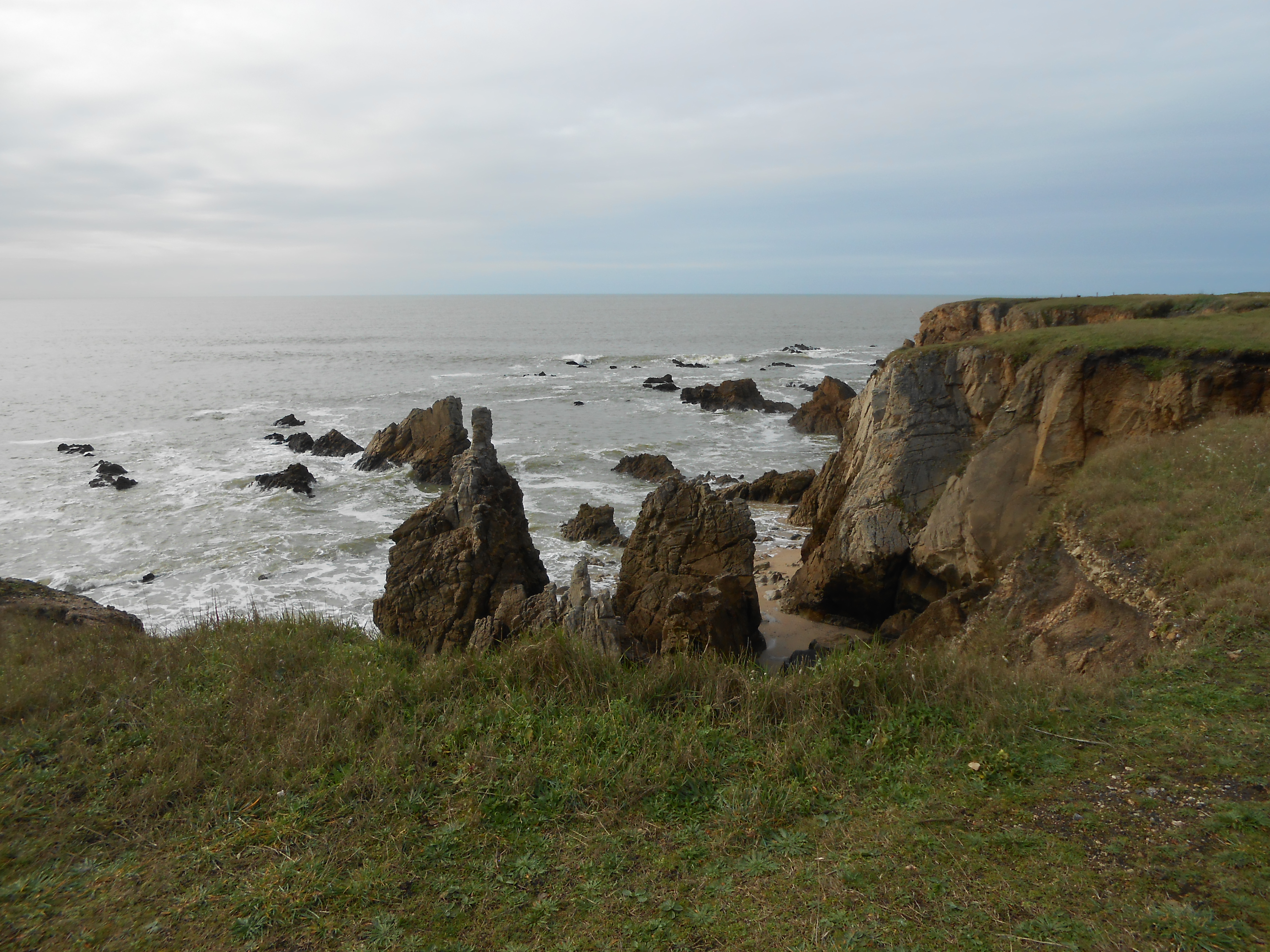
La Côte Sauvage
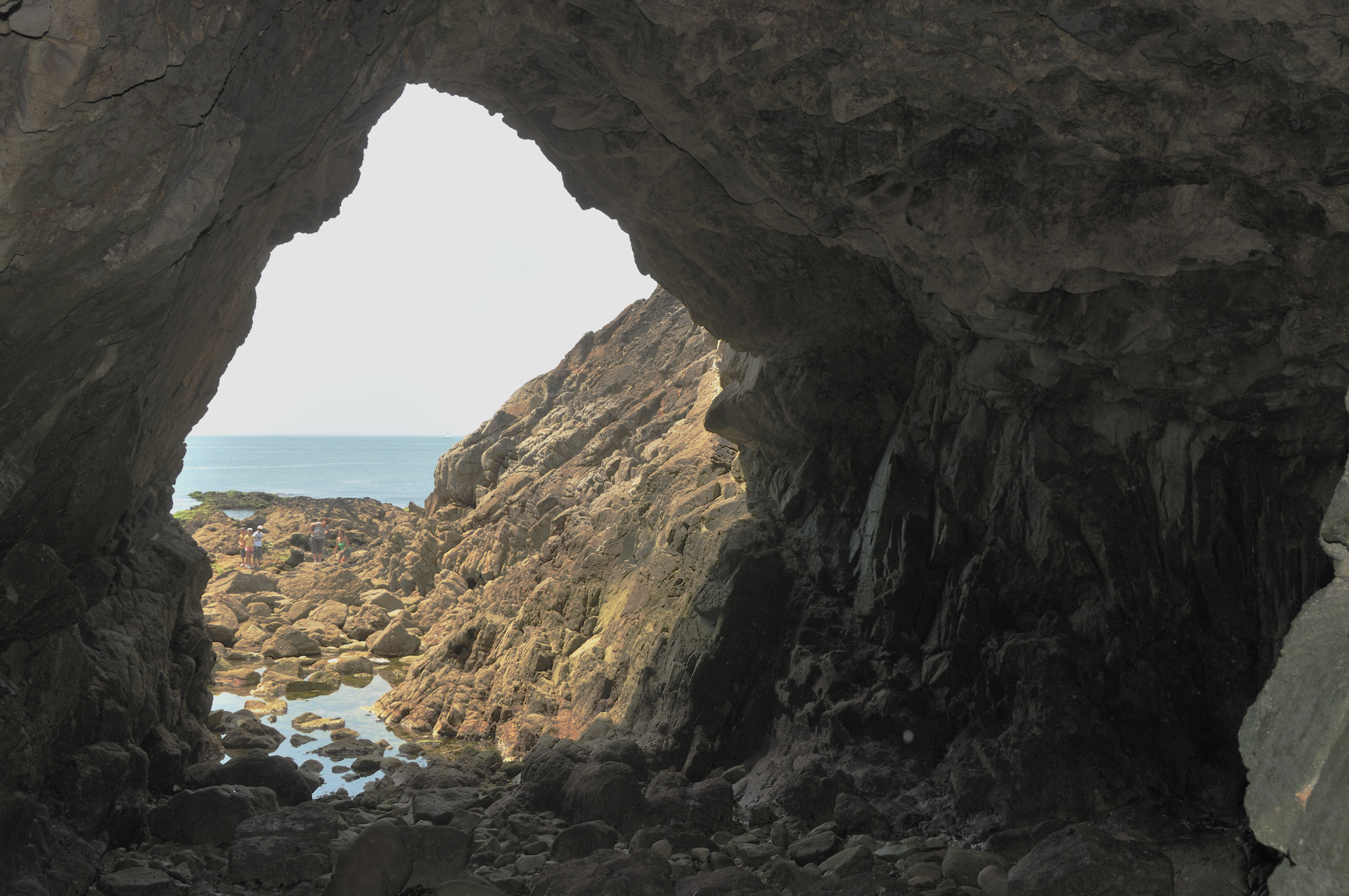
La grotte des Korrigans
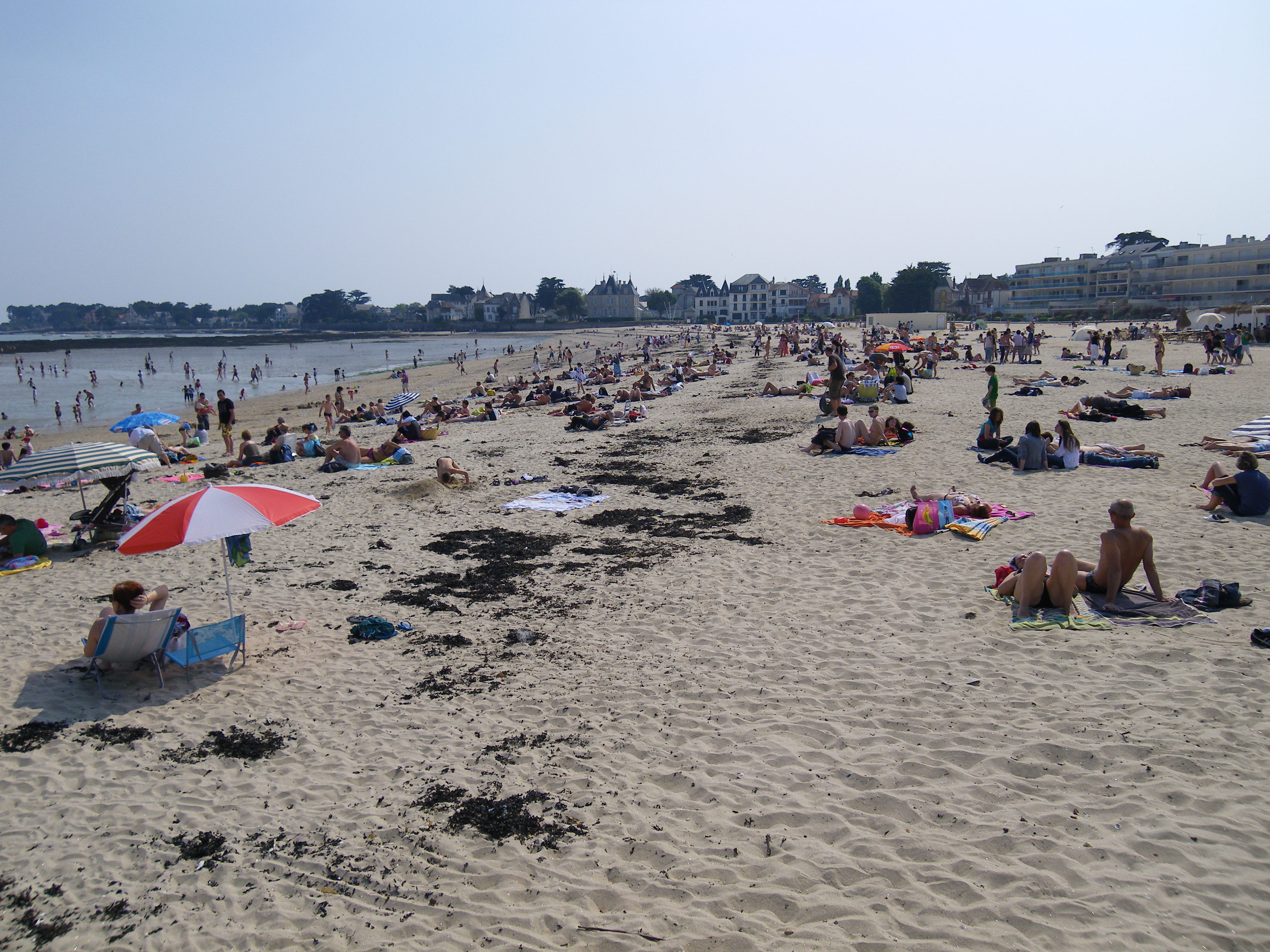
La plage du Nau
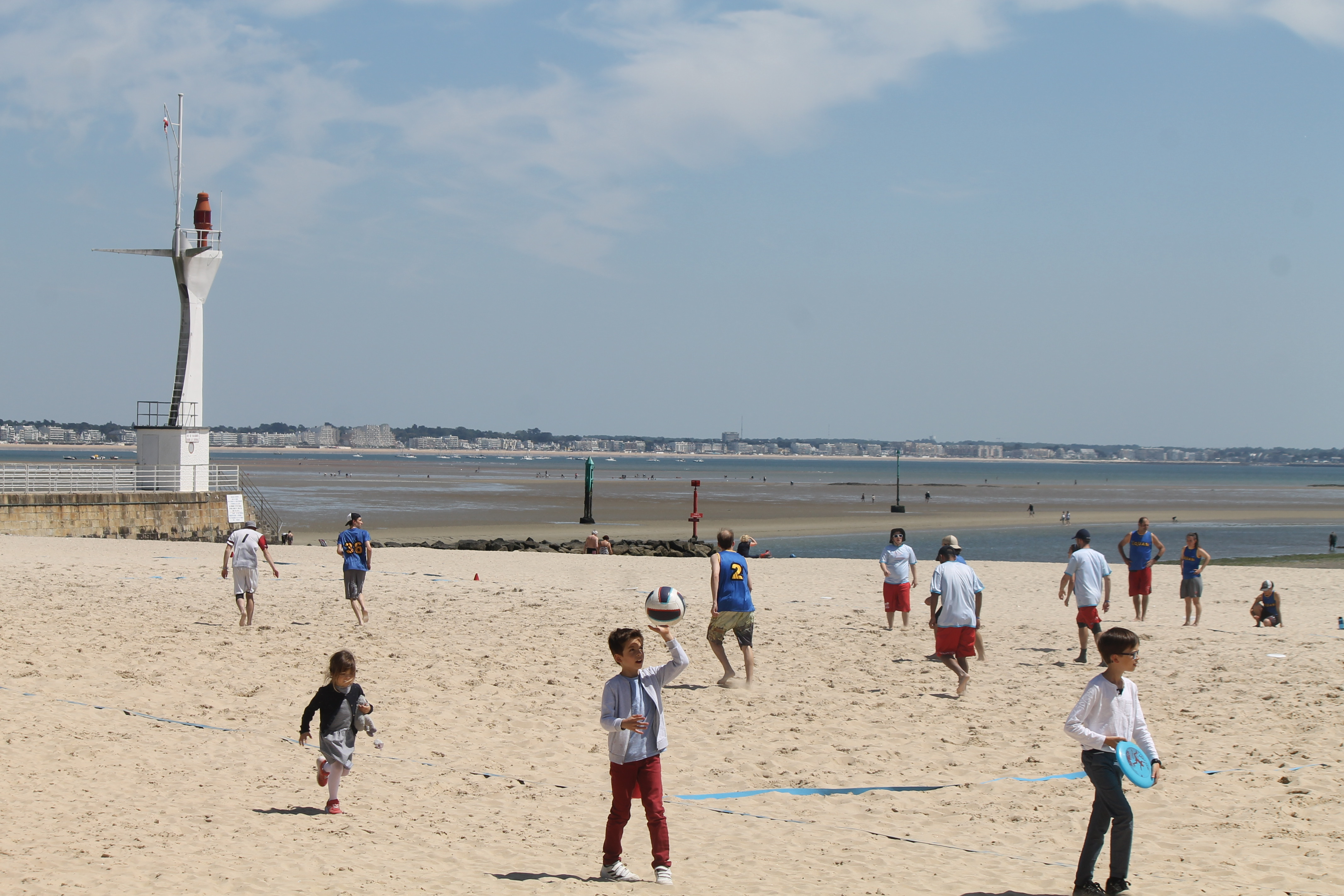
La plage du Nau
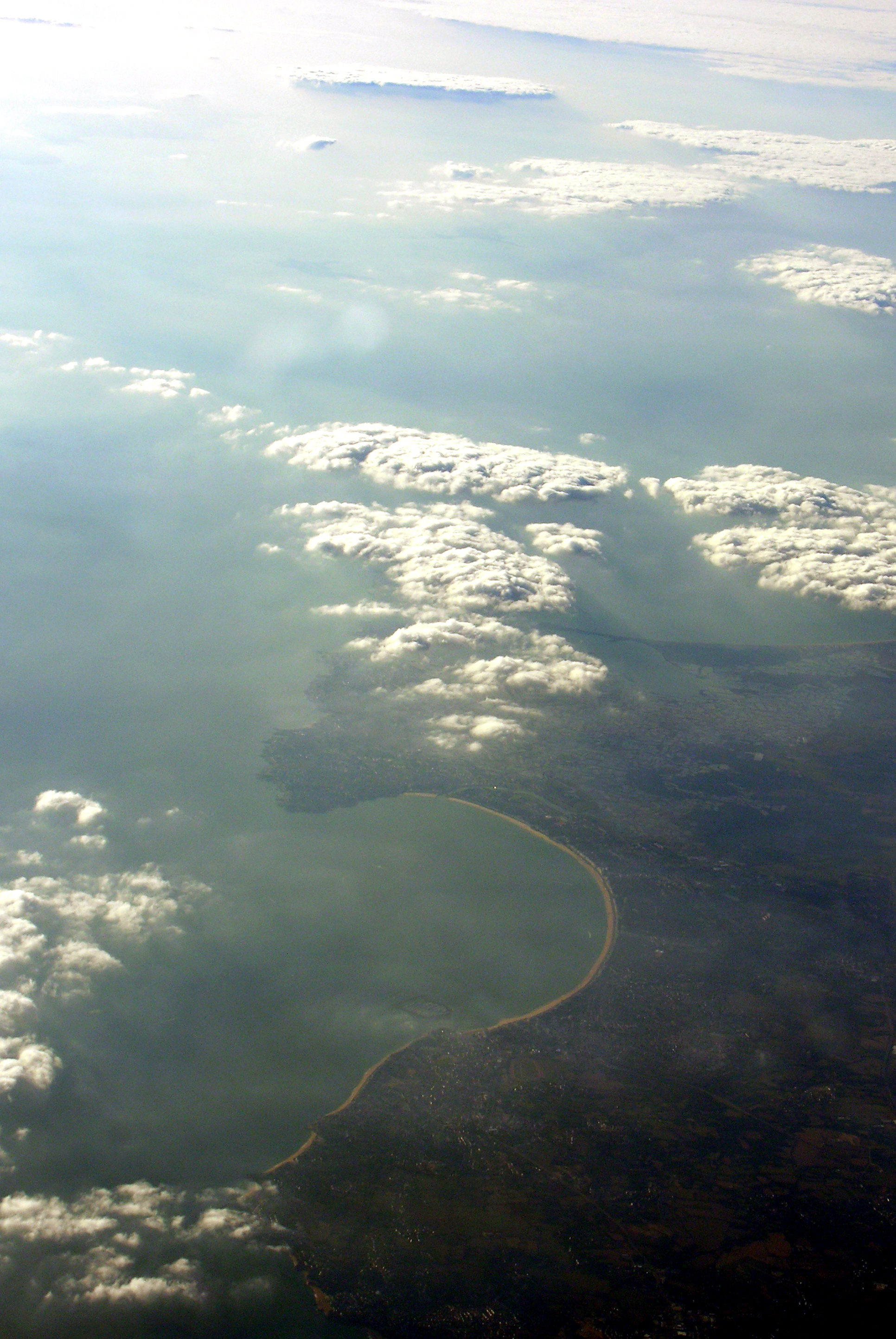
La baie du Pouliguen

## Urbanisme

### Typologie
Au 1er janvier 2024, Le Pouliguen est catégorisée ceinture urbaine, selon la nouvelle grille communale de densité à sept niveaux définie par l'Insee en 2022.
Elle appartient à l'unité urbaine de Saint-Nazaire, une agglomération intra-départementale regroupant 17  communes, dont elle est une commune de la banlieue,,. Par ailleurs la commune fait partie de l'aire d'attraction du Pouliguen, dont elle est la commune-centre,. Cette aire, qui regroupe 3 communes, est catégorisée dans les aires de moins de 50 000 habitants,.
La commune, bordée par l'océan Atlantique, est également une commune littorale au sens de la loi du 3 janvier 1986, dite loi littoral. Des dispositions spécifiques d’urbanisme s’y appliquent dès lors afin de préserver les espaces naturels, les sites, les paysages et l’équilibre écologique du littoral, tel le principe d'inconstructibilité, en dehors des espaces urbanisés, sur la bande littorale des 100 mètres, ou plus si le plan local d’urbanisme le prévoit.

### Occupation des sols
L'occupation des sols de la commune, telle qu'elle ressort de la base de données européenne d’occupation biophysique des sols Corine Land Cover (CLC), est marquée par l'importance des territoires artificialisés (81,9 % en 2018), en augmentation par rapport à 1990 (79,7 %). La répartition détaillée en 2018 est la suivante : 
zones urbanisées (78,4 %), zones agricoles hétérogènes (11,9 %), zones industrielles ou commerciales et réseaux de communication (3,5 %), eaux maritimes (3,1 %), zones humides côtières (2,8 %), espaces ouverts, sans ou avec peu de végétation (0,4 %). L'évolution de l’occupation des sols de la commune et de ses infrastructures peut être observée sur les différentes représentations cartographiques du territoire : la carte de Cassini (XVIIIe siècle), la carte d'état-major (1820-1866) et les cartes ou photos aériennes de l'IGN pour la période actuelle (1950 à aujourd'hui).

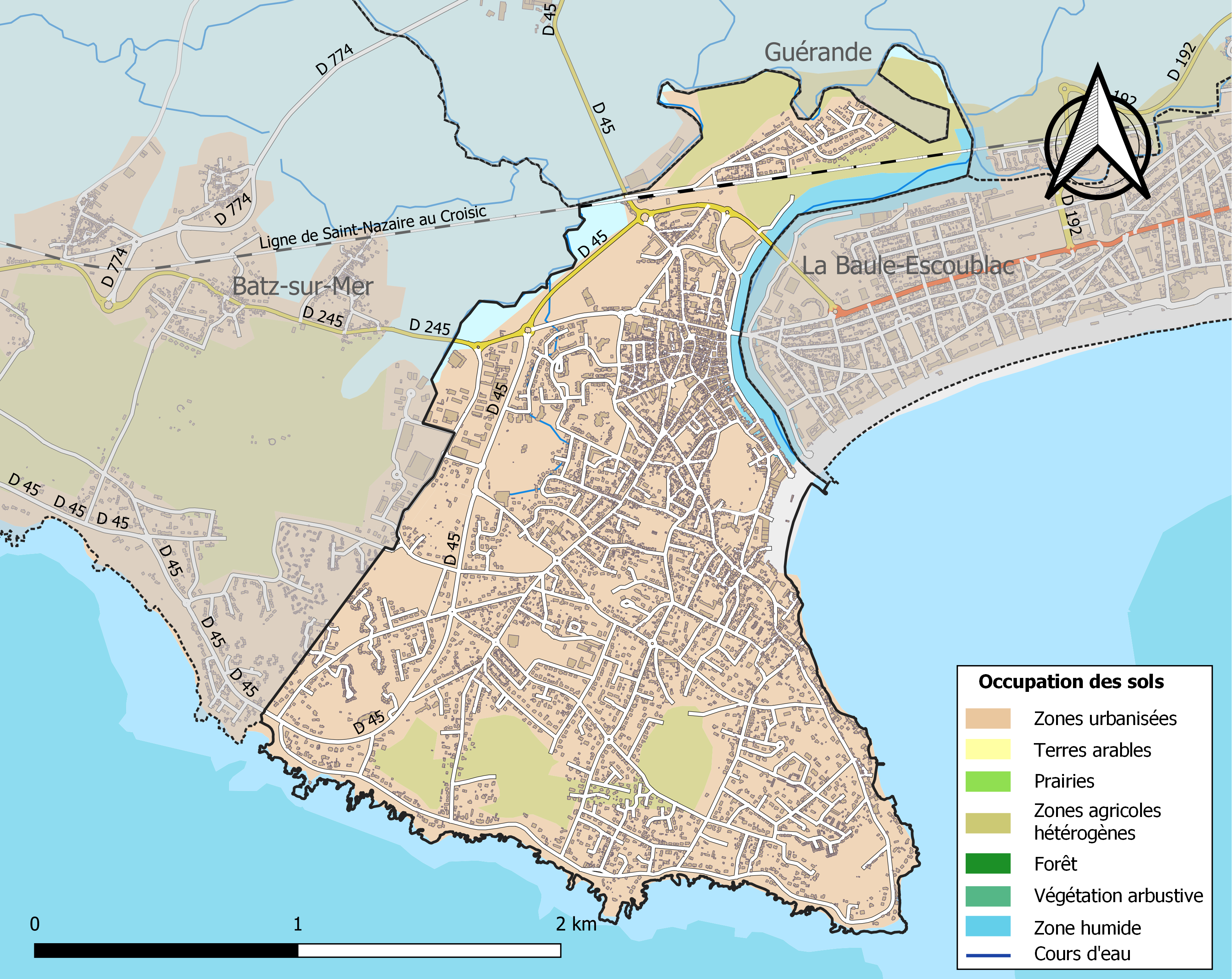
Carte des infrastructures et de l'occupation des sols de la commune en 2018 (CLC).

### Logement
En 2019, le nombre total de logements dans la commune était de 6 503, alors qu'il était de 6 251 en 2008.
Parmi ces logements, 33,7 % étaient des résidences principales, 63,3 % des résidences secondaires et 2,9 % des logements vacants. Ces logements étaient pour 56,9 % d'entre eux des maisons individuelles et pour 42,9 % des appartements.
La proportion des résidences principales, propriétés de leurs occupants était de 69,3 %, valeur supérieure à celle de 2008 (67,0 %). La part de logements HLM loués vides était de 11,8 % contre 8,5 %, leur nombre étant en progression 259 contre 219.

### Planification de l'aménagement
La loi SRU du 13 décembre 2000 a incité fortement les communes à se regrouper au sein d'un établissement public, pour déterminer les parties d'aménagement de l'espace au sein d'un schéma de cohérence territoriale (SCoT), un document essentiel d'orientation stratégique des politiques publiques à une grande échelle. La commune est dans le territoire du SCOT de Cap Atlantique, approuvé le 29 juin 2017 sur un territoire de 15 communes.
En matière de planification, la commune dispose d'un plan local d'urbanisme approuvé le 28 janvier 2014.

## Toponymie
Le nom de la localité est attesté sous les formes Poulguen en 1476, Polliguen en 1554, Polguen en 1561, Poulguinen en 1565 (douteux), Poulguen en 1750 et en 1800.
Le nom du Pouliguen vient du breton (KLT) Ar Poulgwenn (Ar Poulig'gwenn en breton vannetais) : « La Petite Anse Blanche », caractérisant la baie du Pouliguen réputée pour son sable blanc très fin.
Son nom en gallo est Le Poulighin, prononcé [lə puligɛ̃]. Le gallo n'est cependant pas une langue vernaculaire au Pouliguen.

## Histoire

### Préhistoire
La pointe de Penchâteau est l'objet d'une occupation importante à l'époque protohistorique : on a retrouvé les traces de quatre lignes de remparts qui ont pu être datés assez précisément : autour de 450 av. J.-C. Les fortifications s’étendent sur près de sept hectares, à la frontière entre les territoires namnètes et vénètes.
Le camp est inscrit au titre des monuments historiques en 1979, puis fait l'objet d'une inscription complémentaire en 1996 pour la protection des vestiges situés sur d'autres parcelles et découverts après 1979. Parmi ces vestiges, des poteries sont principalement datées d’une période précoce de la culture de La Tène. En 1883, Pitre de Lisle du Dreneuc a également exhumé du mobilier néolithique.
Du mobilier de l’âge du bronze, ancien et moyen, a également été découvert durant la campagne de sondages archéologiques réalisée durant l’été 1994 sur le site de Kerdun.

### Moyen Âge
Durant le Moyen Âge, le territoire actuel de la commune relève de la paroisse médiévale de Batz-sur-Mer.

### Temps modernes
Selon Jean-Charles-Marie Caillo, l’un des premiers écrits mentionnant Le Pouliguen est un procès-verbal d’enquête du 25 août 1561 ; il concerne le droit de billot dont le produit « devait être affecté au parachèvement, augmentation, entretennement [sic] et réparation des ports, havre, cails et chasteau du Croisic et du Pouliguen ».

« Nous nous transportâmes […] audict lieu et havre de Polguen distant de Guerrande de deux lieux ou environ […] »

— Archives du Croisic, procès verbal du 25 août 1561.
Avant la Révolution, Le Pouliguen est un port de cabotage et d’exportation du sel vers l’Europe.
Le havre est également un port de pêche à la sardine, au chalut ou aux casiers.
Les paludiers de la presqu’île de Guérande pratiquent la troque, privilège fiscal qu’ils possèdent depuis le XVe siècle. Tout comme celui du Croisic, le port du Pouliguen est la base de départ des caboteurs, petits navires de dix à vingt tonneaux, chargés de sel à destination des ports de Basse-Bretagne— principalement Quimper, mais aussi Hennebont, Pont-Scorff, Pont-Aven, Quimperlé, Pont-l'Abbé, Pont-Croix, Pont-de-Buis ou Port-Launay. Ils en rapportent principalement des céréales mais également de la cire et du lin.
Le Pouliguen possède, au XVIIe siècle, des chantiers de construction navale. Ainsi en 1637, un compagnon de Gaston de France relate qu’il vit « au Pouliguen lancé un navire de 250 tonneaux nommé par le prince le Saint-Jean-Baptiste […] et descendre cette machyne avec tant d’impétuosité que nous croyions [dit-il] que le vaysseau et ceux qui estoient dessus fussent abysmés ».
En octobre 1711, un équipage du Pouliguen et « quelque moussaille », conduits par un capitaine du Croisic, Hubert Le Baud, prennent à l’abordage un vaisseau d’Ostende mouillé dans la baie du Pouliguen, entre Baguenaud et Les Évens.

### Époque contemporaine

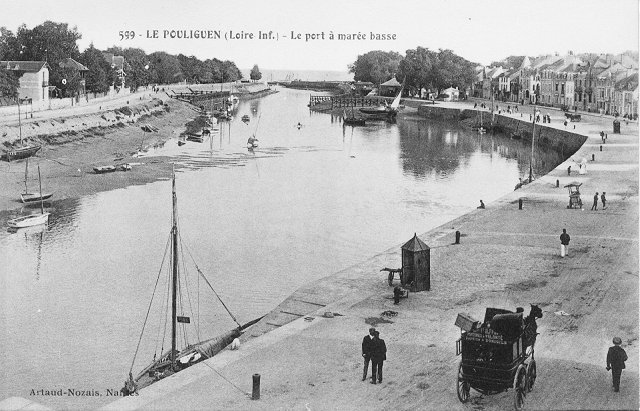
Le port du Pouliguen vers 1900.

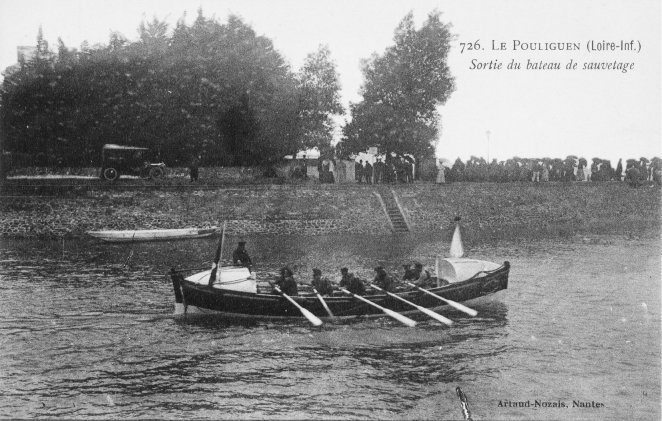
Sortie du bateau de sauvetage vers 1900.

#### Développement économique
En 1840, la suppression du privilège de troque est discutée lors de l’élaboration de la « loi sur les sels ». Elle est effective en 1863, alors qu’à la suite des restrictions successives, la franchise fiscale n’est plus que de trente kilogrammes par individu.
Alors que la communauté paludière fait face à de sérieuses difficultés économiques, résultant indirectement du blocus continental napoléonien, des restrictions sur le commerce du sel et de l’exode rural, de nouvelles activités industrielles voient le jour au Pouliguen.
Tenant compte des coûts de transports et du droit d’exonération des taxes sur le sel dans les zones franches, dites de franc-salé, telles que le pays de Guérande, les industriels choisissent de s’installer dans les zones de production de sel. Une douzaine de laveries sont en activités en 1917 entre Batz et Le Pouliguen, écart encore dépendant du Bourg-de-Batz,.
C’est à Joseph-Antoine Benoît, récent détenteur d'un brevet portant sur un procédé de raffinage des sels utilisant le feu, et compensant donc les aléas de l’ensoleillement, que Louis Auguste Levesque, armateur, industriel et ardent défenseur de la profession salicole du pays guérandais, propose en 1823 de se consacrer au raffinage et au lavage traités dans la presqu’île. Outre les sels d’origine locale, Le Pouliguen, tout comme Le Croisic, transforment des sels provenant de l’île de Ré ou du port de Bayonne.
L’usine du Pouliguen — de fait, l’établissement est situé sur la rive gauche de l’étier du Pouliguen, c’est-à-dire celle d’Escoublac, sur un terrain de vingt hectares, « les Bôles de Beslon », terres incultes et désertes ; elle emploie en majorité du personnel du Pouliguen — est créée par Joseph-Antoine Benoît en 1828, bientôt rejoint par son frère François, sur une concession acquise en 1825 et située à l’est de l’étier du Pouliguen. Elle devient rapidement un vecteur industriel important, employant en 1840 près de 70 personnes et approvisionnant le département, et par l'intermédiaire d’un dépôt à Nantes, les départements limitrophes, à hauteur de 1 000 tonnes de sels raffinés annuels. Près de dix ans plus tard, en 1851, la production de sels raffinés a doublé et celle de sels lavés atteint les 4 000 tonnes annuelles. L'activité est reprise par les frères Benoît — Jules, deux fois maire du Pouliguen, et Édouard — à la mort des deux fondateurs de la rafinerie.
En 1832, un moulin à marée est édifié sur la rive droite de l’étier, générant un surcroît d’activité au port du Pouliguen qui, outre les exportations de sel, doit traiter l’importation de blé pour la minoterie et l’exportation de farine qui y est produite.
En 1860, un pont à arche tournante joignant les deux rives de l’étier est mis en service. L’école primaire publique est réceptionnée le 2 octobre 1864. L’église Saint-Nicolas ouverte au culte le 1er mai 1864 n’est achevée qu’en 1896. Il faut attendre le 27 juin 1876 pour voir le télégraphe fonctionner.
Un premier service d’eau, sur des plans de 1879 de l'architecte François Bougoüin, amène l’eau potable aux usagés et quelques réverbères sont installés dès 1888.
En 1879, la liaison ferroviaire en provenance de Paris, et à destination du Croisic, s’arrête au Pouliguen grâce à l'archarnement du comte d’Esgrigny, alors maire de la commune, soutenu amicalement par le président Mac Mahon.
Mais le principal développement est lié au tourisme balnéaire, dès le milieu du siècle, sous une forme très élitiste (venu au Pouliguen « prendre les bains de mer » en 1830, Balzac y puise l'inspiration de son roman Béatrix), et encore plus à partir de l'arrivée du chemin de fer : l'ouverture de la ligne Saint-Nazaire-Le Croisic a lieu en 1879. Dans les années 1880, le lotissement de la plage Ouest de La Baule est aménagé par Jules Benoît, d'où le nom actuel de plage Benoît, à cette époque, elle est encore appelée Grande plage du Pouliguen et une liaison par bateau est établie à travers l'étier à partir de 1884.[réf. nécessaire]

#### Création de la commune
Le territoire actuel du Pouliguen était à l'origine rattaché à la paroisse, puis commune de Batz-sur-Mer. Dès février 1790, les représentants de la population du village s’adressent au président de l’assemblée des communes — nom adopté le 6 mai 1789 par le tiers état — pour obtenir leur indépendance administrative. Le Pouliguen devient une succursale de la paroisse de Batz-sur-Mer en 1805, puis une paroisse indépendante en 1820.
Le village, fort de sa puissance économique grandissante, persiste dans sa volonté de se démarquer de la commune de Batz-sur-Mer. Il obtient une route vers Batz en 1842, et un bureau de distribution postal en 1846. L'accès à l’usine de sel, et à la conserverie de poisson (la confiserie) de l'autre côté de l’étier s’effectue par l'intermédiaire d’un bac et la nécessité d’un pont se fait pressante.
Jules Benoît, aidé du comte d'Esgrigny et soutenu par l’épiscopat nantais favorable à la construction d'une nouvelle église, prépare une requête adressée au préfet de la Loire-inférieure : 

« Le 25 avril 1850, les habitants de la section du Pouliguen ont présenté une requête tendant à obtenir que cette circonscription territoriale fut distraite de Batz pour être érigée en commune séparée. Les motifs invoqués par les pétitionnaires […] peuvent être résumés de la manière suivante : le port du Pouliguen reçoit chaque année, mille ou douze cents navires et barques ; le mouvement commercial amène une affluence d’étrangers qui commande de placer, dans le village de ce nom, une administration municipale pour protéger les transactions et prévenir ou réprimer les délits qui se renouvellent chaque année, faute de surveillance. Les enfants de la section ne peuvent se rendre au chef-lieu pour suivre les cours de l’école communale […] Enfin, cette section contribue, dans une large proportion, aux dépenses communes, sans recevoir aucun avantage en compensation ; les sommes qu’elle verse dans la caisse municipale suffiraient pour faire face à toutes les dépenses de la nouvelle commune »

— Pétition du 25 avril 1850 au préfet de Loire-Inférieure.
Le conseil municipal du 16 février 1851 de Batz rejette la demande de séparation formulée par le sous-préfet de Savenay.
Néanmoins, par application de la loi du 24 avril 1854, la commune est créée en réunissant les sections du Pouliguen (le port), de Kerdin  et de Penchâteau,.
Le 9 octobre 1854, Jules Benoît est nommé maire du Pouliguen par le préfet de Loire-Inférieure.

#### Première Guerre mondiale
La Première Guerre mondiale voit le maire de la commune, Philippe Delaroche-Vernet, partir au front. Il est substitué par Louis Loday, jusqu’au retour du titulaire en 1918. La maison Saint-René, maison de repos pour religieux, est transformée en hôpital de convalescence et accueille, en 1915, une trentaine de soldats.
Un monument aux morts est érigé à l’entrée de la promenade qui longe l’étier, et inauguré le 22 août 1920.

« Le 11 novembre, date du dernier jour de la guerre, qui a libéré l’humanité, est déclaré fête nationale. »

— Projet de loi déposé à la Chambre des Députés par Philippe Delaroche-Vernet, maire du Pouliguen, adopté par la loi du 24 octobre 1922,.

#### Seconde Guerre mondiale En 1941, lestroupes allemandesréquisitionnent les écoles et nombre de villas[C2 7]. Le15 juillet 1942, la police allemande arrête vingt-deuxJuifs, qui sont déportés le20 juilletsuivant[C2 7].
À la fin de la Seconde Guerre mondiale, en raison de l'existence de la poche de Saint-Nazaire, l'occupation allemande se prolonge au Pouliguen comme sur l'ensemble des localités voisines de l'estuaire durant neuf mois, d'août 1944 au 11 mai 1945,.
Le 1er bataillon de chasseurs à pied — 650 hommes, soit plus de 10 % de la population recensée en 1946 à 5 148 habitants — s’installe au Pouliguen à compter de la libération de la poche. Il y demeure cinq mois, jusqu’en septembre 1945.

## Politique et administration

### Découpage territorial
La commune appartient au canton de La Baule-Escoublac, qui compte six communes et 46 979 habitants en 2022 ; depuis juin 2021, Sylvie Goslin et Rémi Raher sont les conseillers départementaux.
La commune est rattachée à l'arrondissement de Saint-Nazaire et à la 7e circonscription de la Loire-Atlantique, dont la députée est Sandrine Josso (MoDem) depuis 2017.

### Élections municipales et communautaires
La ville du Pouliguen est traditionnellement ancrée à droite, tendance qui se confirme lors des différents scrutins nationaux ou locaux où les partis de droite remportent une majorité des suffrages exprimés dans la commune.

#### Élection municipale la plus récente
Le nombre d'habitants au recensement de 2011 étant compris entre 3 500 et 4 999, le nombre de membres du conseil municipal pour l'élection de 2020
 est de 27.
Lors des éléctions municipales de 2020, la division de la droite à fait virer la ville au centre. Norbert Samama, conseiller municipal de l'opposition, a été élu à la tête de la ville du Pouliguen à la sortie du second tour. Conseiller municipal centriste, il a rassemblé 48,1 % des suffrages face à Alain Doré (DVD) arrivé deuxième avec 37,6 % des voix et Valérie Ganthier (DVD), troisième avec 14,29 %.

### Autres élections

#### Élection présidentielle la plus récente
Lors du second tour de l'élection présidentielle de 2022, Emmanuel Macron (RE), élu, a recueilli 66,87 % des suffrages et Marine le Pen (RN), 33,13 % des suffrages ; le taux de participation était de 77,50 %.

#### Élection législative la plus récente
Lors du second tour de l'élection législative de 2024, Sandrine Josso (ENS-MODEM), élue, a recueilli 61,95% des suffrages face à Michel Hunault (UDR) qui a obtenu 38,05% des suffrages. Le taux de participation était de  73,23%.

### Jumelages
Au 19 octobre 2022, Le Pouliguen est jumelée avec :
- Llantwit Major (Royaume-Uni) ;
- Kißlegg (Allemagne) depuis 1978.

## Équipements et services publics

### Justice, sécurité, secours et défense
Dans le ressort de la cour d'appel de Rennes, Le Pouliguen relève de Saint-Nazaire pour toutes les juridictions, à l'exception du tribunal administratif, de la cour administrative d'appel et de la cour d’assises, situés tous les trois à Nantes.
La commune se trouve dans la zone de compétence de la police nationale et le commissariat le plus proche est situé à la Baule-Escoublac.
La brigade de sapeurs-pompiers de Batz-sur-Mer et du Pouliguen est basée au Pouliguen.

## Population et société

### Démographie
Selon le classement établi par l'Insee en 2020, Le Pouliguen fait partie de l'aire d'attraction du Pouliguen et de l'unité urbaine, de la zone d'emploi et du bassin de vie de Saint-Nazaire.

#### Évolution démographique
La commune est créée en 1854 par démembrement de Batz-sur-Mer.
L'évolution du nombre d'habitants est connue à travers les recensements de la population effectués dans la commune depuis 1856. Pour les communes de moins de 10 000 habitants, une enquête de recensement portant sur toute la population est réalisée tous les cinq ans, les populations de référence des années intermédiaires étant quant à elles estimées par interpolation ou extrapolation. Pour la commune, le premier recensement exhaustif entrant dans le cadre du nouveau dispositif a été réalisé en 2004.

En 2022, la commune comptait 4 007 habitants, en évolution de −9,14 % par rapport à 2016 (Loire-Atlantique : +6,68 %, France hors Mayotte : +2,11 %).
| 1856 | 1861 | 1866  | 1872 | 1876  | 1881  | 1886  | 1891  | 1896  |
| ---- | ---- | ----- | ---- | ----- | ----- | ----- | ----- | ----- |
| 868  | 921  | 1 014 | 969  | 1 012 | 1 182 | 1 184 | 1 222 | 1 404 |

| 1901  | 1906  | 1911  | 1921  | 1926  | 1931  | 1936  | 1946  | 1954  |
| ----- | ----- | ----- | ----- | ----- | ----- | ----- | ----- | ----- |
| 1 505 | 1 521 | 1 690 | 1 746 | 2 013 | 2 140 | 2 250 | 5 148 | 4 037 |

| 1962  | 1968  | 1975  | 1982  | 1990  | 1999  | 2004  | 2006  | 2009  |
| ----- | ----- | ----- | ----- | ----- | ----- | ----- | ----- | ----- |
| 3 658 | 3 788 | 4 276 | 4 383 | 4 912 | 5 265 | 5 401 | 5 308 | 4 977 |

| 2014  | 2019  | 2022  | - | - | - | - | - | - |
| ----- | ----- | ----- | - | - | - | - | - | - |
| 4 484 | 4 015 | 4 007 | - | - | - | - | - | - |

#### Pyramide des âges
La population de la commune est relativement âgée. En 2018, le taux de personnes d'un âge inférieur à 30 ans s'élève à 14,7 %, soit en dessous de la moyenne départementale (37,3 %). À l'inverse, le taux de personnes d'âge supérieur à 60 ans est de 59,5 % la même année, alors qu'il est de 23,8 % au niveau départemental.
En 2018, la commune comptait 1 853 hommes pour 2 292 femmes, soit un taux de 55,3 % de femmes, largement supérieur au taux départemental (51,42 %).
Les pyramides des âges de la commune et du département s'établissent comme suit.
| Hommes | Classe d’âge | Femmes |
| ------ | ------------ | ------ |
| 2,9    | 90 ou +      | 5,2    |
| 20,0   | 75-89 ans    | 24,0   |
| 32,5   | 60-74 ans    | 33,7   |
| 17,5   | 45-59 ans    | 17,8   |
| 8,3    | 30-44 ans    | 7,9    |
| 9,7    | 15-29 ans    | 5,0    |
| 9,1    | 0-14 ans     | 6,4    |

| Hommes | Classe d’âge | Femmes |
| ------ | ------------ | ------ |
| 0,6    | 90 ou +      | 1,8    |
| 6      | 75-89 ans    | 8,6    |
| 15,1   | 60-74 ans    | 16,4   |
| 19,4   | 45-59 ans    | 18,8   |
| 20,1   | 30-44 ans    | 19,3   |
| 19,2   | 15-29 ans    | 17,4   |
| 19,5   | 0-14 ans     | 17,6   |

### Sports et loisirs
Au Pouliguen, se situe l'un des plus grands clubs de voile français, le Cercle nautique La Baule Le Pouliguen Pornichet (CNBPP) dont sont issus de nombreux grands champions et marins dont le plus connu est probablement Loïck Peyron.
La commune partage avec celle de Batz-sur-Mer un club de basket-ball : l'« Espérance Mouette Basket Club », né en 2003 de la fusion club de « l'Espérance » de Batz-sur-Mer et de « la Mouette » du Pouliguen.

### Vie associative
La vie associative de la commune s’articule autour de six pôles : culture, loisirs et animations ; sport ; cadre de vie et environnement ; solidarités ; vie extra-scolaire ; associations patriotiques.
La structure Micro-Folie, inaugurée le 15 octobre 2022 et animée par l’association « Culture en Folie », fait partie du réseau des Micro-Folies du parc de la Villette. Ce réseau, soutenu par l’État, supervisé par le ministère de la Culture et issu de la collaboration d’entre autres, le Centre Pompidou, le château de Versailles, l’Institut du monde arabe, du Louvre ou de l’Opéra de Paris, propose de découvrir des collections d'art ou des événements musicaux grâce à un musée numérique. La structure dispose également d’un Fab lab.

### Cultes
La ville comporte 2 édifices religieux: 
La chapelle de Penchâteau, seul monument classé, date du XVe siècle pour sa partie ancienne, et l'église Saint-Nicolas, église néogothique ouverte au culte en 1864.

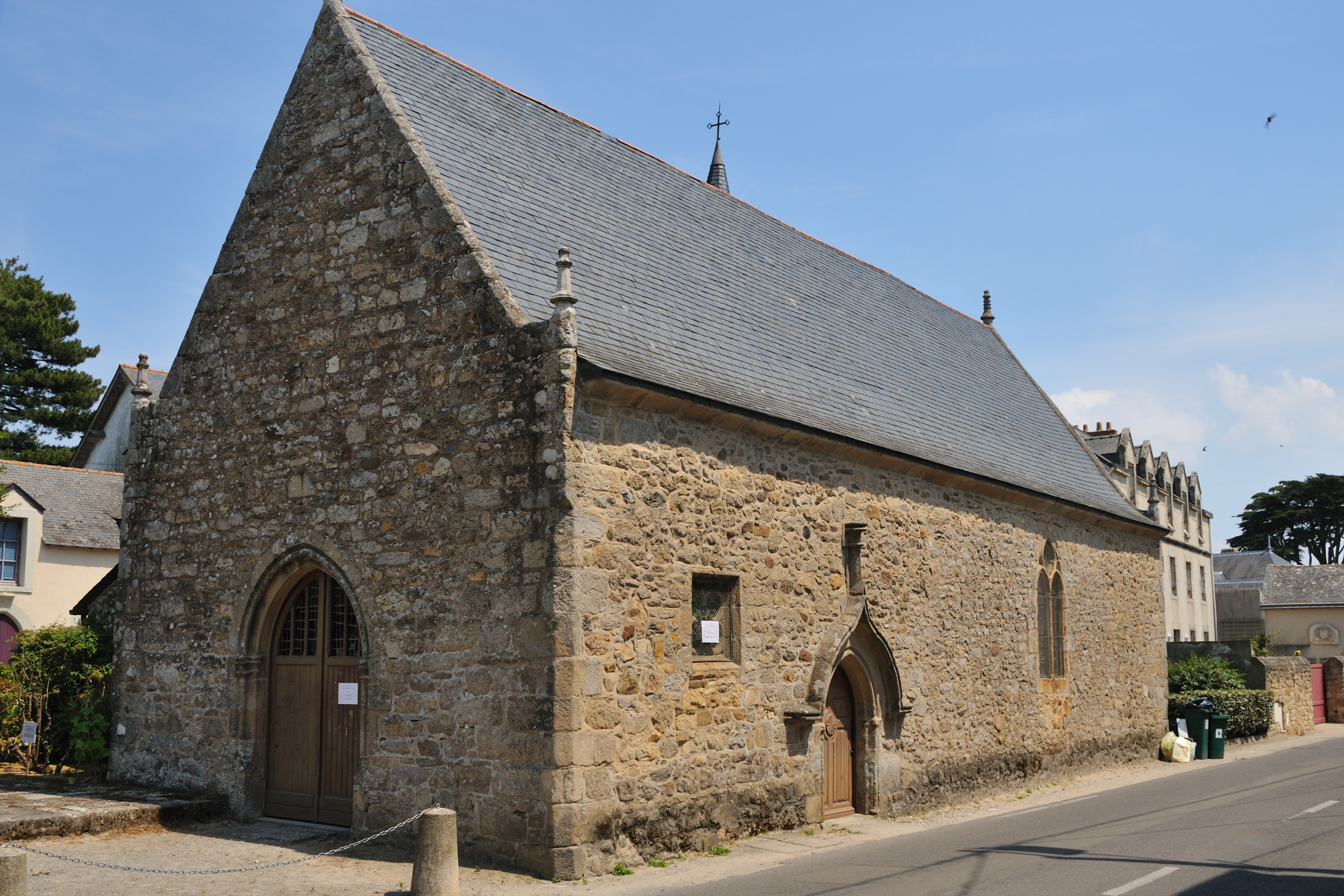
La chapelle de Penchâteau
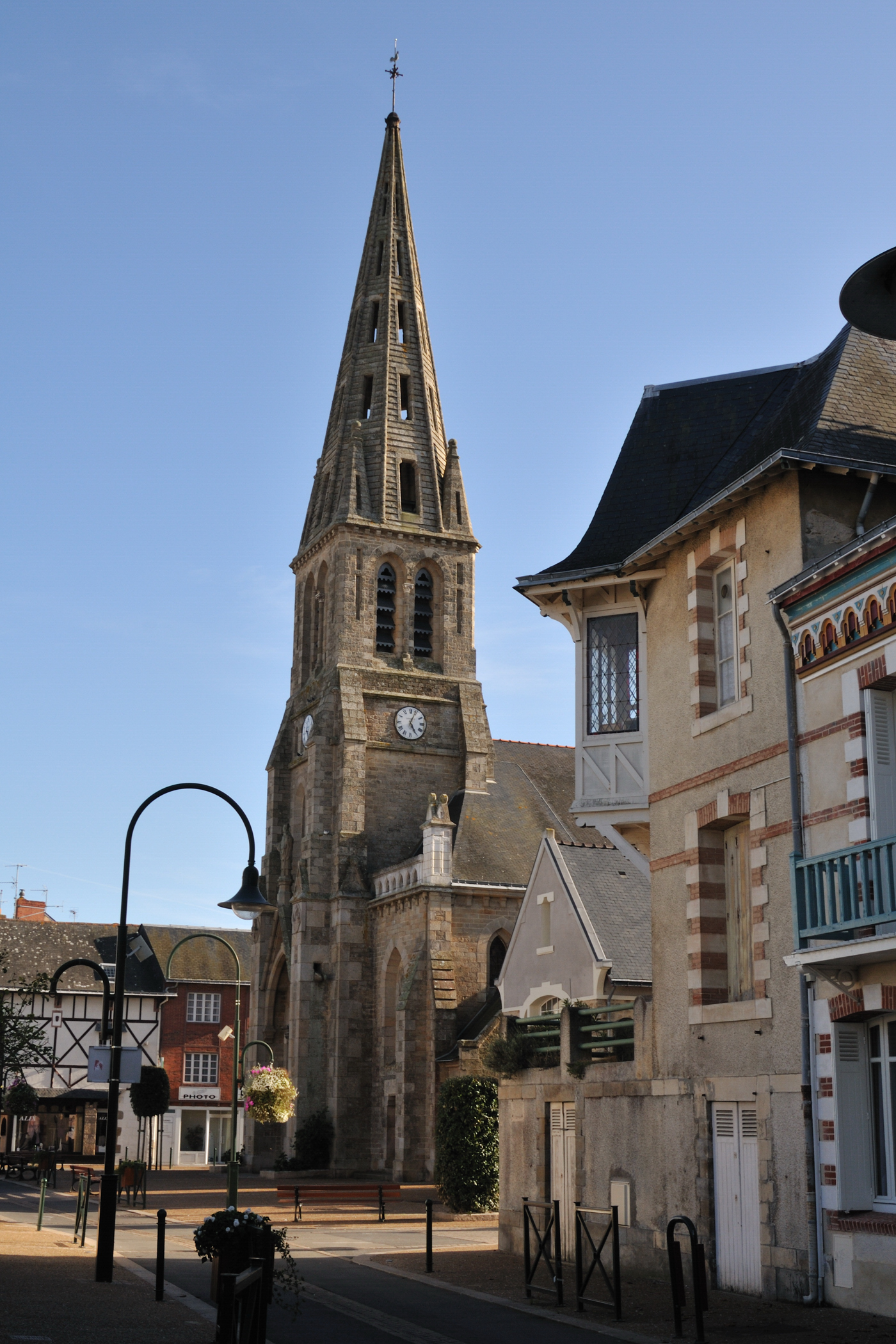
L'église Saint-Nicolas du Pouliguen

## Économie

### Emploi
En 2019, la population âgée de 15 à 64 ans s'élevait à 1 646 personnes, parmi lesquelles on comptait 71,3 % d'actifs dont 68,0 % ayant un emploi et 10,2 % de chômeurs.
On comptait 1 234 emplois dans la zone d'emploi, contre 1 562 en 2008. Le nombre d'actifs ayant un emploi résidant dans la zone d'emploi étant de 1 046, l'indicateur de concentration d'emploi est de 118 %, ce qui signifie que la zone d'emploi offre un peu plus d'un emploi pour un habitant actif.

### Entreprises et commerces
Au 31 décembre 2019, Le Pouliguen comptait 235 établissements : 5 dans l'industrie, 17 dans la construction, 191 dans le commerce-transports-services divers, 22 relatifs au secteur administratif, mais zéro dans l’agriculture-sylviculture-pêche.
En 2021, 82 entreprises ont été créées au Pouliguen, dont 57 par des autoentrepreneurs.
Il existe le projet d’un important parc éolien en mer au large de la Grande Côte du Pouliguen, en direction du sud-ouest, composé de 80 éoliennes d'une capacité unitaire de 6 MW, soit une puissance totale de 480 MW, sur une zone de 78 km2 localisée à un peu plus de douze kilomètres du littoral. La phase active des travaux devrait se dérouler à partir de 2016, pour une mise en service programmée en 2018.

## Culture locale et patrimoine

### Lieux et monuments

#### Patrimoine civil
- Le camp protohistorique de Penchâteau ;
- La gare du Pouliguen construite en 1879 sur un modèle que l'on retrouve à Pornichet et au Croisic ;
- Villas balnéaires ;
- Le musée Bernard-Boesch

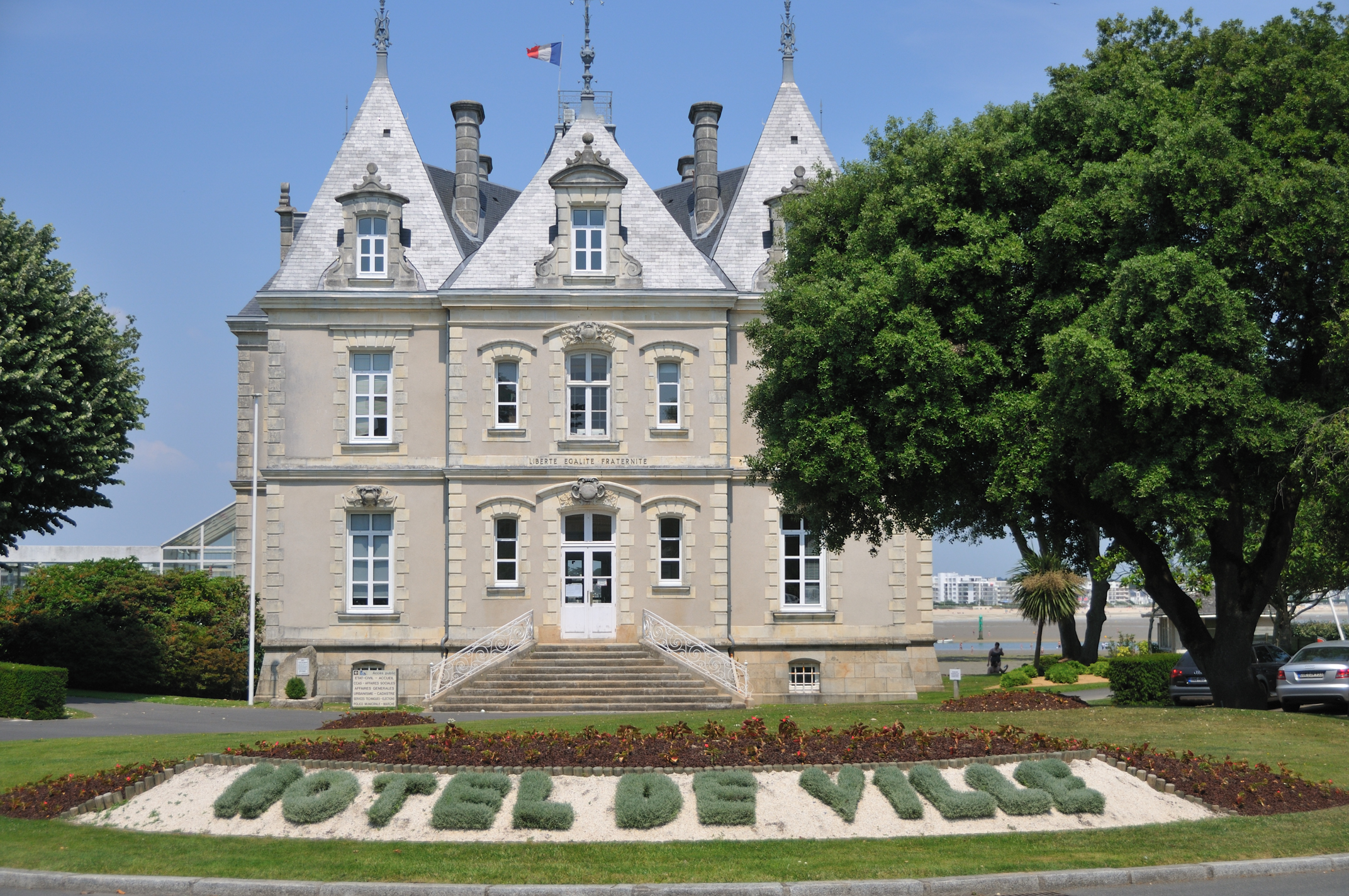
Hôtel de ville
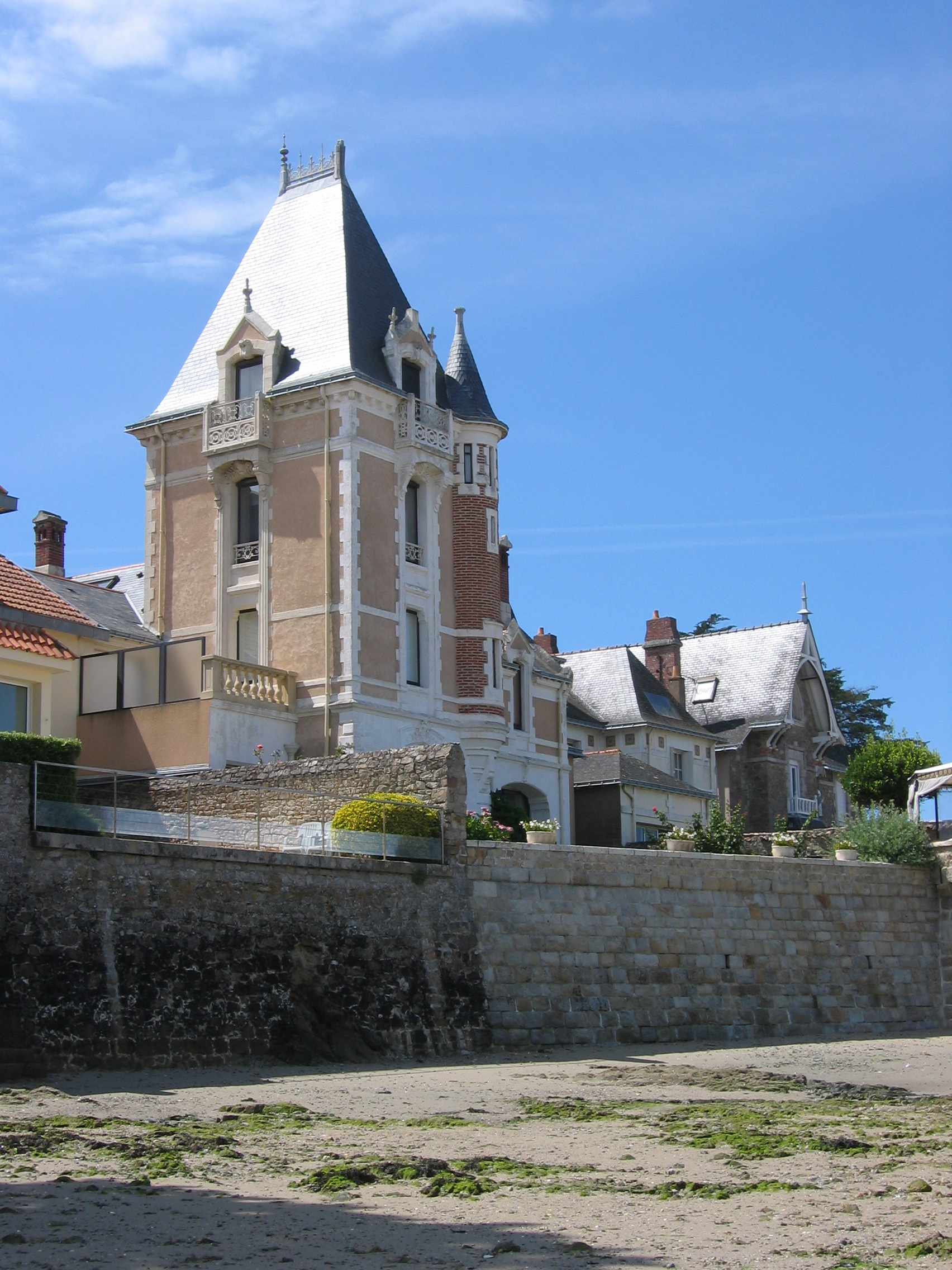
Villa
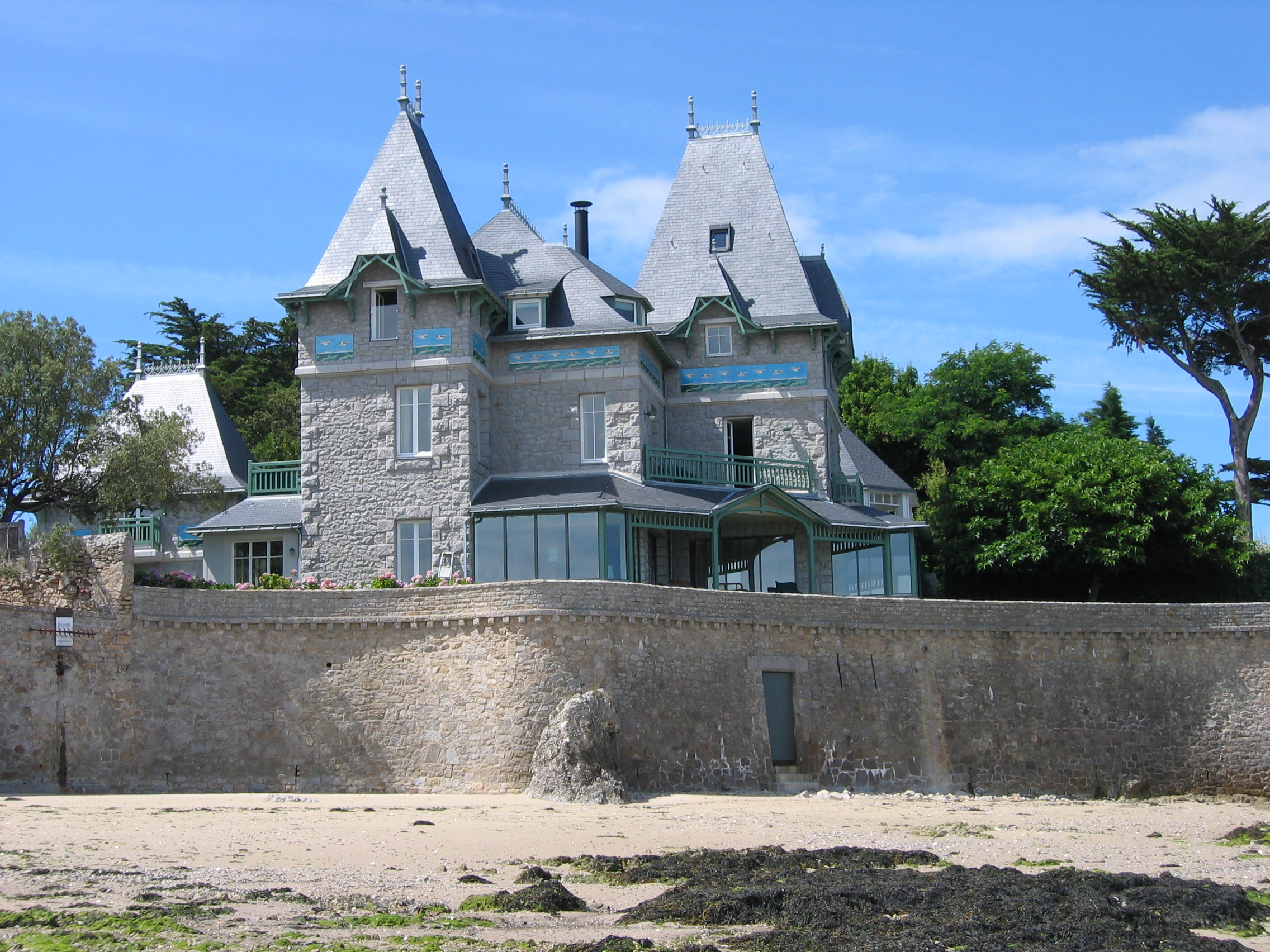
Villa
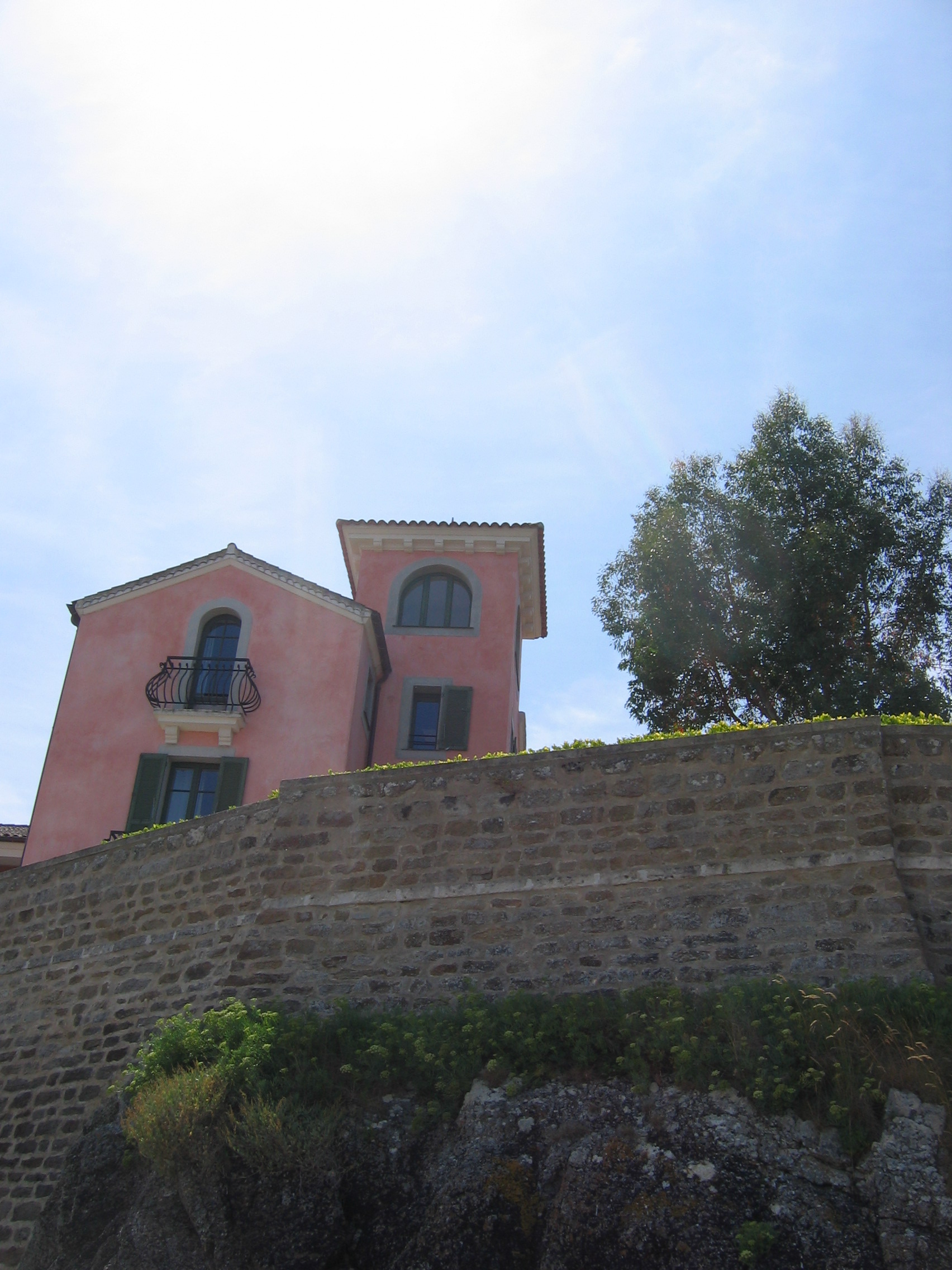
Villa
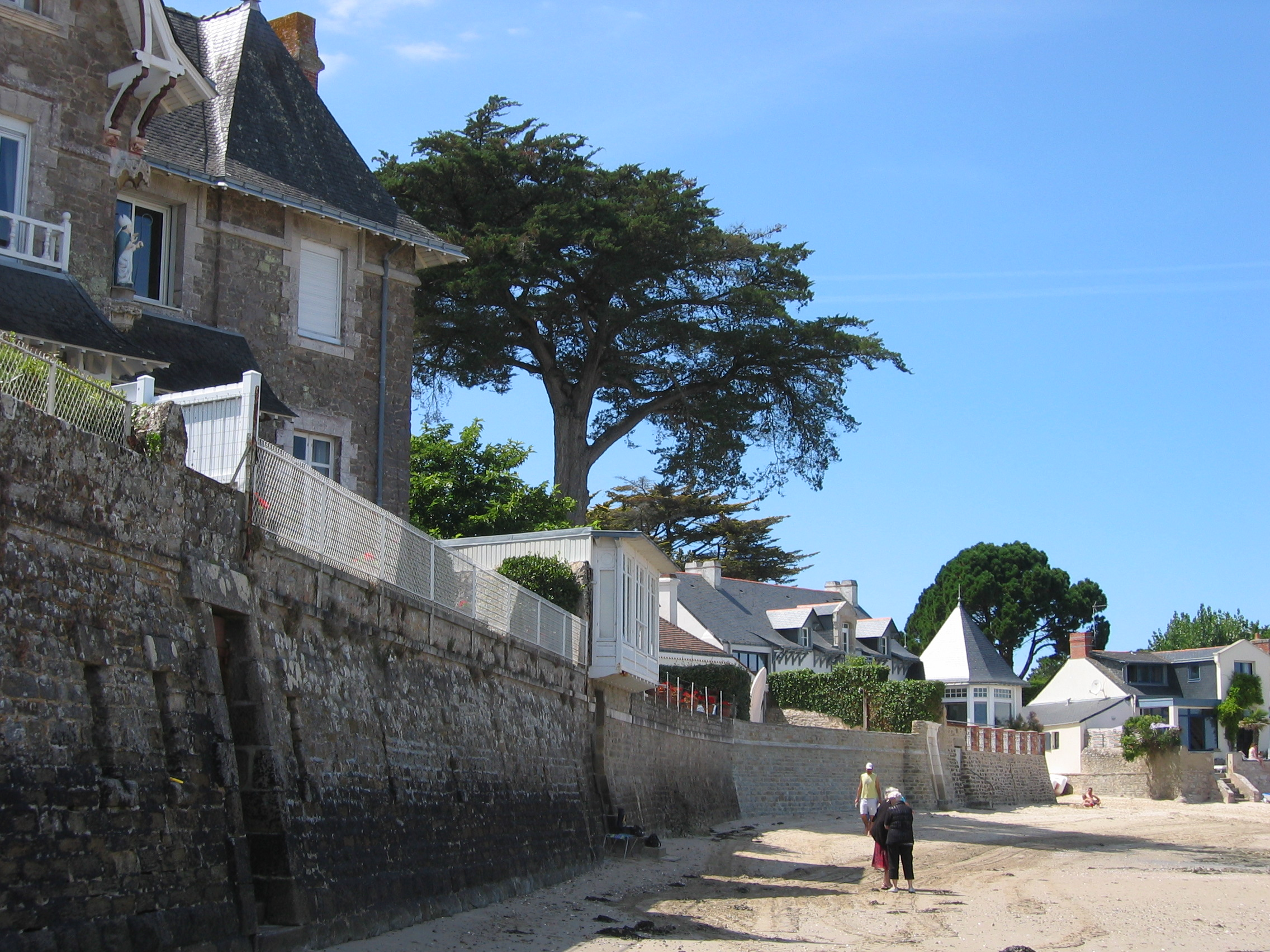
Villas le long de la plage
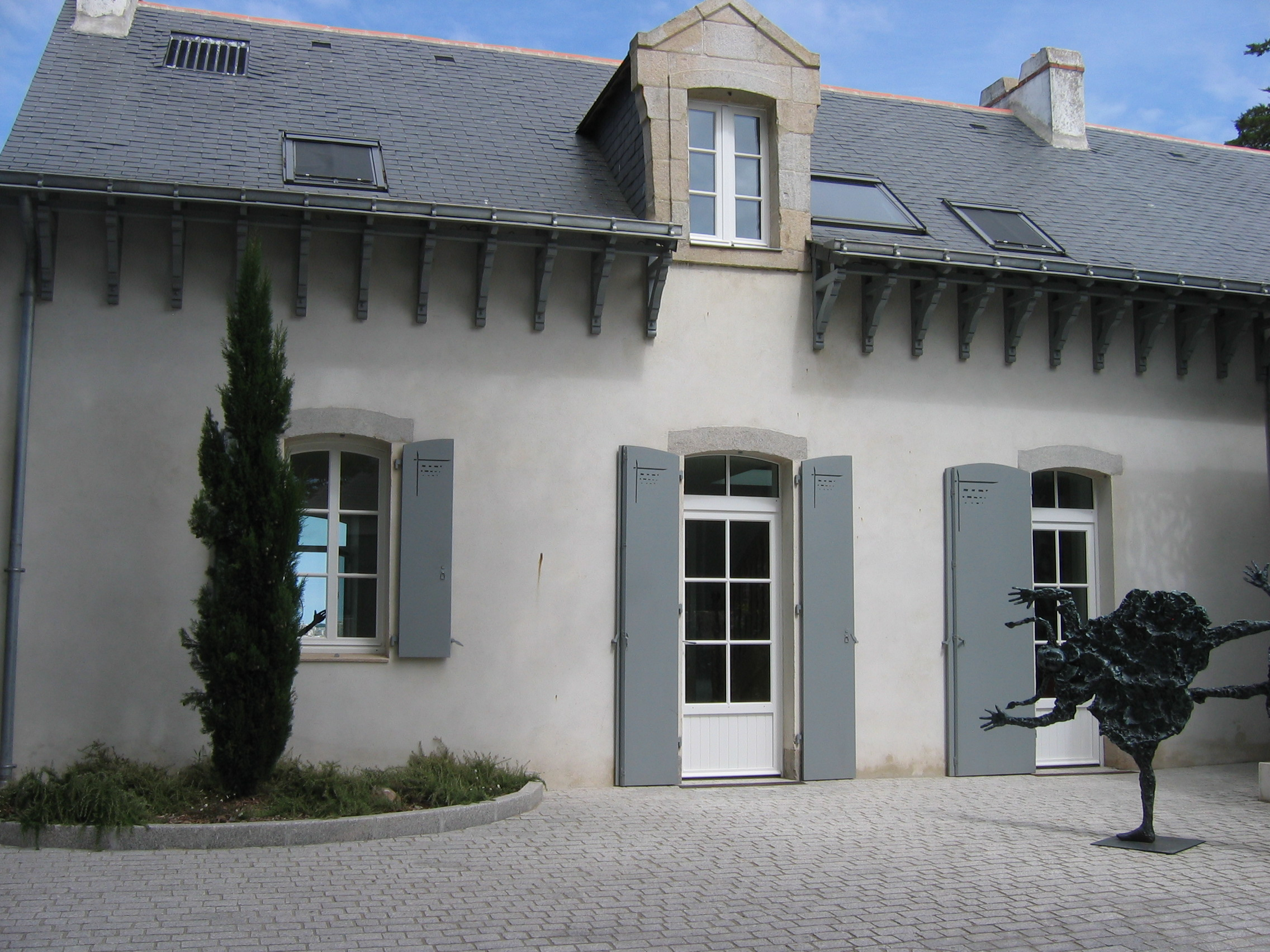
Musée Bernard-Boesch

#### Patrimoine religieux
- La chapelle de Penchâteau, seul monument classé, date du XVe siècle pour sa partie ancienne. Elle renferme des statues assez anciennes et des bas-reliefs ;
- La croix de Penchâteau, devant la chapelle de Penchâteau ;
- L'église Saint-Nicolas[64]. À la suite du développement de la ville, cette église néogothique a été ouverte au culte en 1864. Son clocher, financé par les estivants, ne sera édifié qu’en 1896.

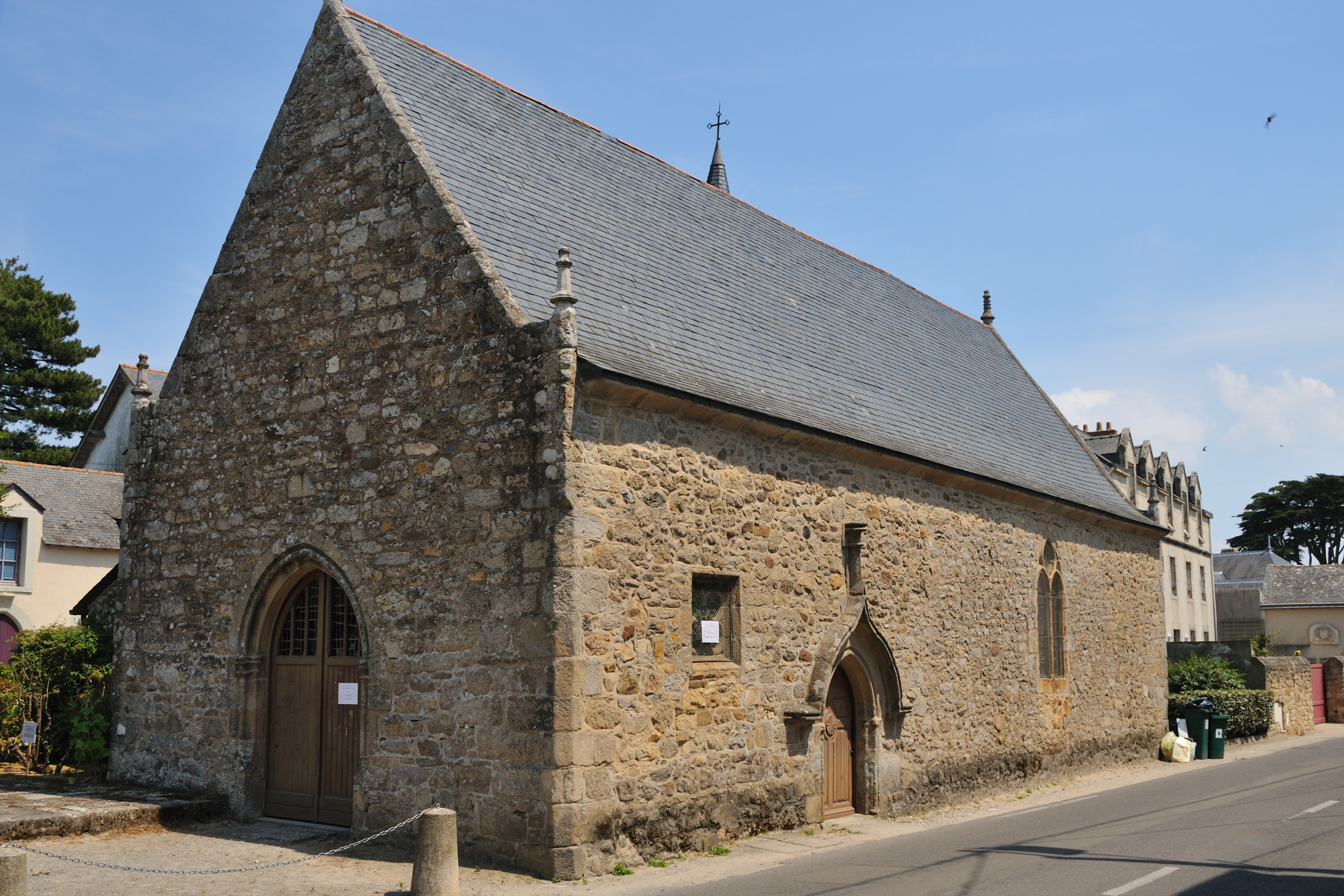
La chapelle de Penchâteau
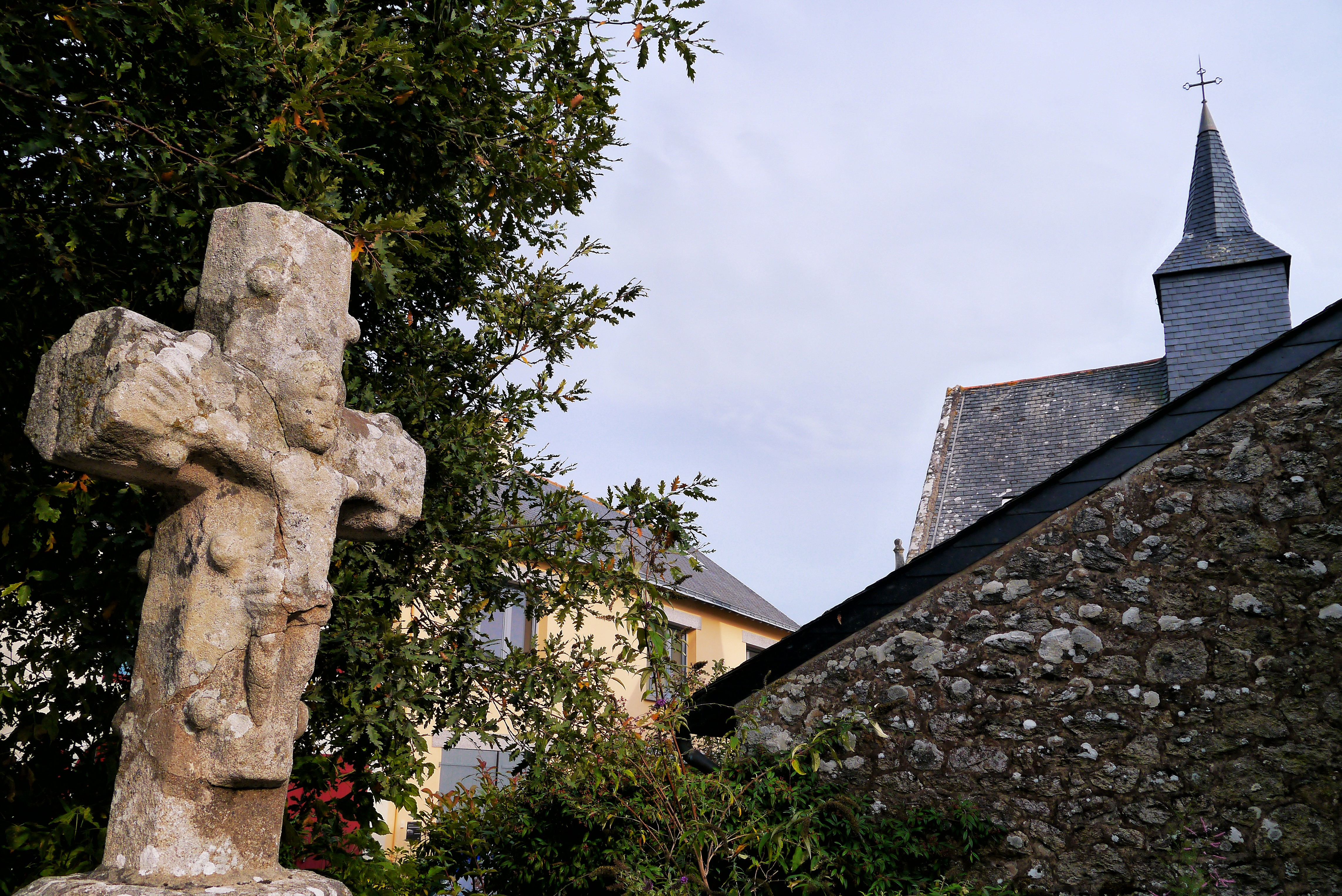
La croix de Penchâteau
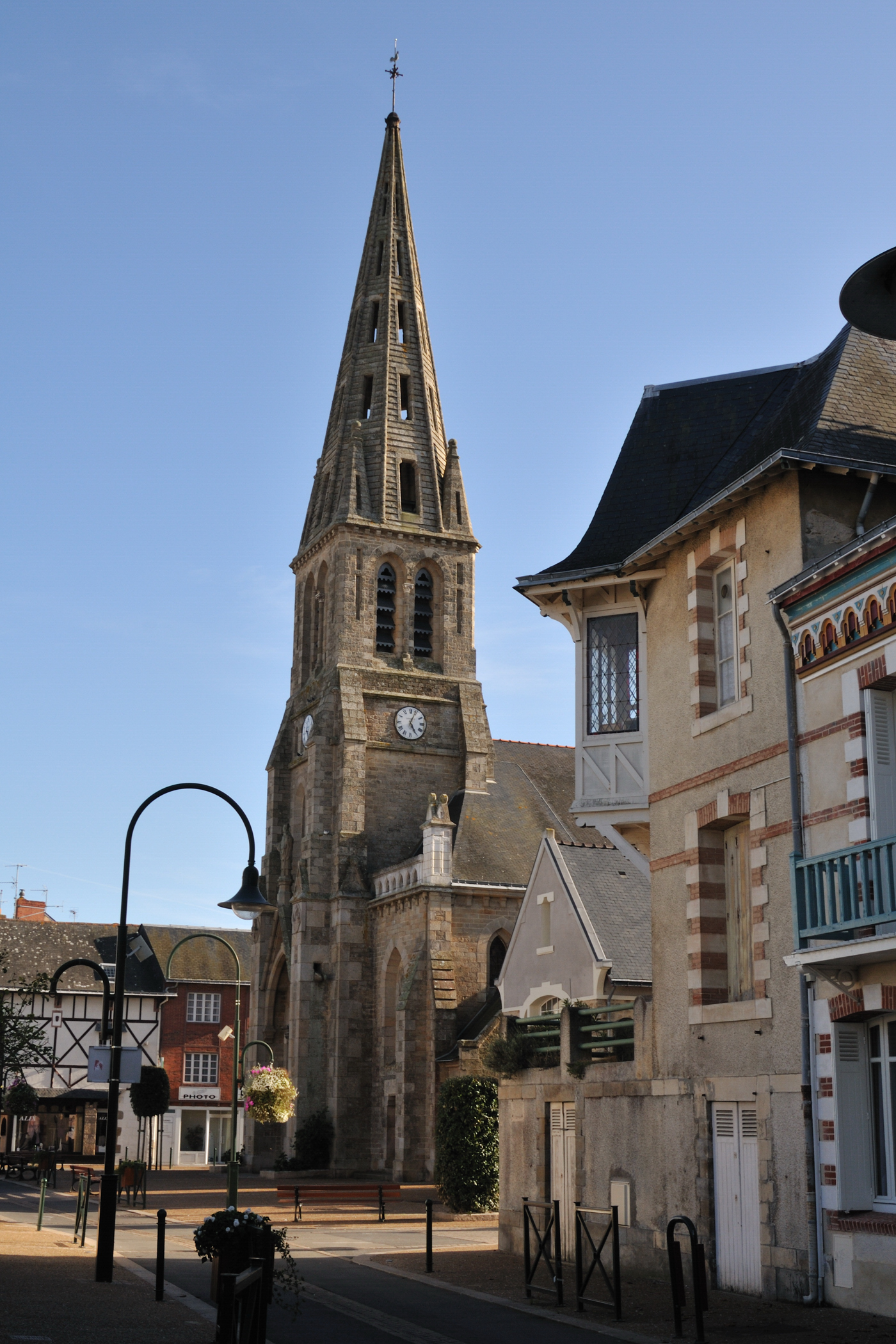
Église Saint-Nicolas du Pouliguen

### Patrimoine culturel
- Musée Bernard-Boesch

#### Le Pouliguen en peinture

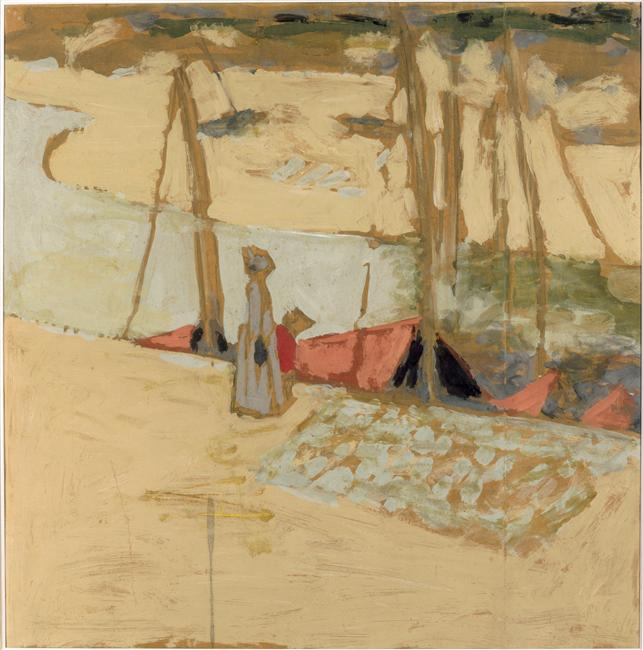
Édouard Vuillard, La promenade dans le port, le Pouliguen, c. 1910
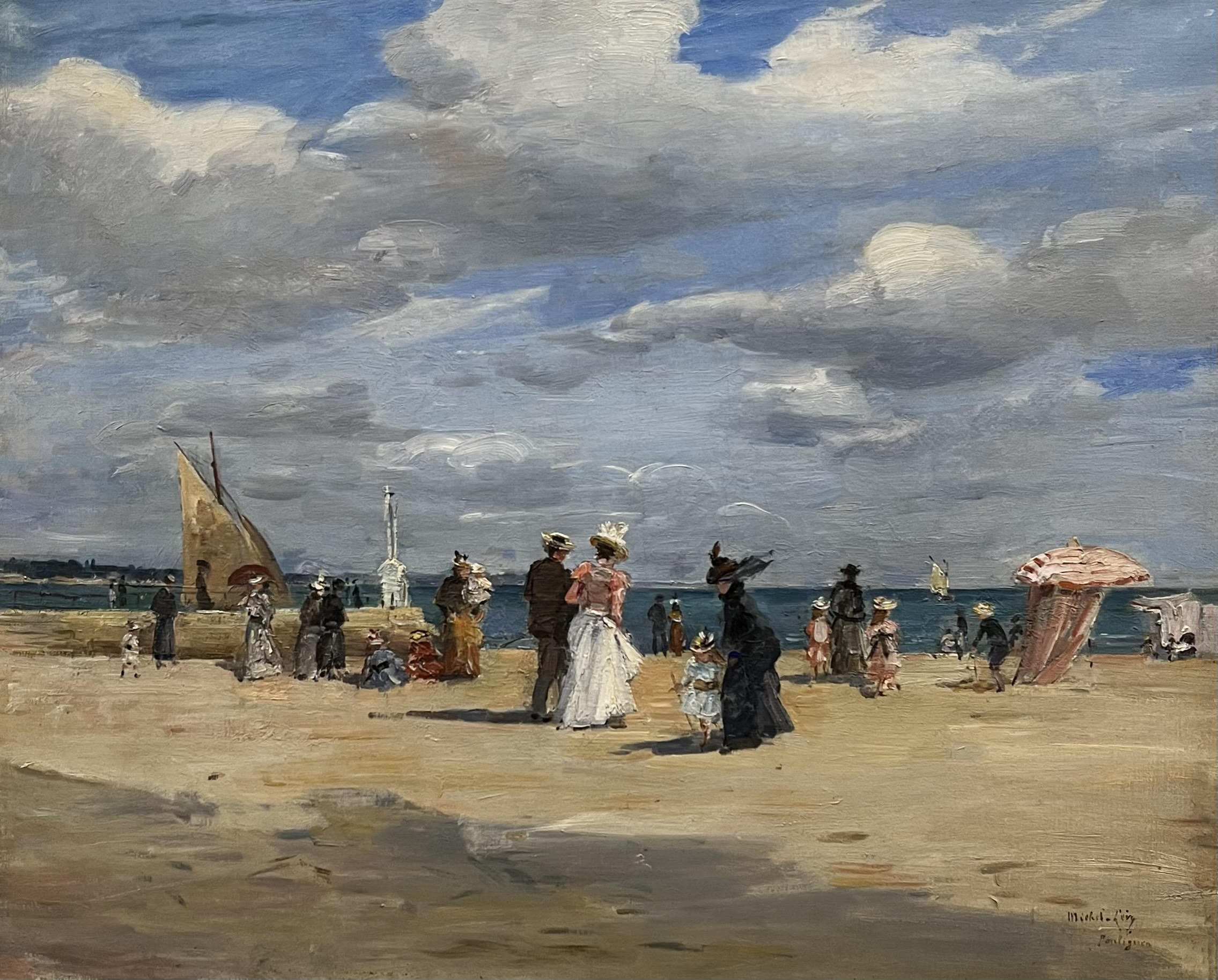
Henri Michel-Lévy, Le Pouliguen, La Plage, c. 1900, musée Baron-Martin, Gray.
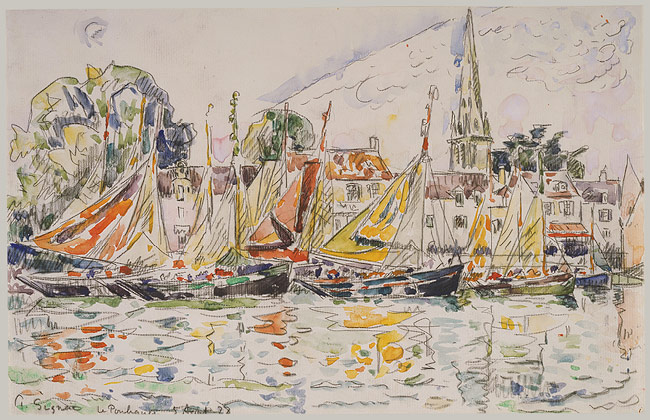
Paul Signac, Bateaux de pêche au Pouliguen, 1928.

#### Le Pouliguen au cinéma
Le film La Baule-les-Pins (1990) de Diane Kurys a été, en partie, tourné au Pouliguen.

#### Le Pouliguen en littérature
Le Pouliguen est le cadre du dernier roman de Jules Sandeau (ami de George Sand, à l’origine de son nom de plume) La Roche aux mouettes (1871), dédié à son neveu Paul, et qui décrit la naissance d’une vocation maritime. L’ouvrage destiné au jeune public, connaît de nombreuses rééditions.

### Personnalités liées à la commune
- Thomas Dulain (né en 1704 au Pouliguen, décédé après 1729), pirate dans les Antilles.
- Jean Luglien de Jouenne d'Esgrigny (1806-1888), homme de Lettres, maire de la ville, créateur de la plage, écrivait dans la revue Mélanges occitaniques.
- Alexandre Laugier (1863-1945) : contre-amiral, y est mort.
- Bernard Boesch (1914-2005) : architecte et peintre. Il a participé à la reconstruction après la Seconde Guerre mondiale. Il a légué à la ville  de La Baule-Escoublac sa villa, située au Pouliguen, transformée en musée.
- Pierre Deshayes (1918-2011), résistant français, Compagnon de la Libération, est inhumé dans la commune.
- María Salvo (1920-2020), résistante espagnole, fut incarcérée pendant deux ans au camp du Pouliguen, avant d'être livrée au régime franquiste[65].
- Les frères Peyron — Bruno, né le 10 novembre 1955, Loïc, né le 1er décembre 1959[66], et Stéphane, né le 1er décembre 1960 — navigateurs français, sont originaires du Pouliguen.
- L'écrivaine Madeleine Chapsal y est décédée.

### Héraldique, devise et logotype

#### Héraldique
| Blason | Blasonnement : D'azur à la nef contournée d'or, habillée et gréée du même, voguant sur une tierce ondée d'argent, au chef d'hermine. Commentaires : Navigation et construction navale furent des activités importantes (en 1626, Gaston d'Orléans, frère du roi de France Louis XIII, assistait au lancement d'un navire de 250 tonneaux, le Saint-Jean-Baptiste). La nef est contournée, car il faut d'abord prendre vers l'est et doubler la pointe de Penchâteau avant de prendre le large. Le chef d'hermine évoque le blasonnement d'hermine plain de la Bretagne, rappelant l'appartenance de la ville au duché de Bretagne. Blason conçu par Marcel Baudry (délibération municipale du 10 novembre 1951,), enregistré le 15 mai 1952 (Archives de France). |

#### Devise
La devise du Pouliguen : Duc In Altum (« va au large »).

#### Logotype
```
Logo du Pouliguen.
```

#### Ouvrages
- Gildas Buron, Bretagne des marais salants : 2000 ans d'histoire, Morlaix, Skol Breizh, 1999, 175 p. (ISBN 2-911447-37-9, BNF 37102418).
- Jules Desmars, La presqu'île guérandaise et les bains de mer de la côte : guide du touriste : Saint-Nazaire, Pornichet, Le Pouliguen, Le Bourg-de-Batz, Le Croisic, La Turballe, Piriac, etc., Paris, le Livre d'histoire, coll. « Monographies des villes et villages de France », 2017 (1re éd. 1869), 181 p. (ISBN 978-2-7586-0987-2, BNF 45427157).
- Renée Guillemin et Gérard Locu, Le Pouliguen : port et ville, La Baule, Édition des Paludiers, 1981, 98 p. (BNF 34659916).
- Jean-Luc Flohic (dir.), Le Patrimoine des communes de la Loire-Atlantique., t. 1, Charenton-le-Pont, Flohic éditions, coll. « Le patrimoine des communes de France », 1999, 637 p. (ISBN 2-8423-4040-X, BNF 37351408), p. 105-118, La Baule.
- Christian Ménard, Jean-Pierre Casaubon, Joël Thiévin et al., Le patrimoine des communes de la Loire-Atlantique, t. 1, Charenton-le-Pont, Flohic éditions, coll. « Le Patrimoine des communes de France », 1999, 1383 p. (ISBN 2-84234-040-X, BNF 37200392), p. 352-357.
- Aristide Monnier, Études et souvenirs : Le Pouliguen et ses environs, Paris, le Livre d'histoire, coll. « Monographies des villes et villages de France », 2000 (1re éd. 1891), 434 p. (ISBN 2-84435-163-8).
- Ouvrage collectif, La Baule de A à Z : petite histoire d'une grande station, La Baule-Escoublac, publication sous l’égide de la mairie, coll. « Patrimoine de La Baule », 1998, 214 p. (ISBN 2-9512-8790-9, BNF 37046006).
- Jean-Bernard Vighetti, La Baule et la presqu'île guérandaise : XIXe siècle, la naissance des bains de mer, t. 1, Nantes, Siloé, 2003, 166 p. (ISBN 2-8423-1255-4, BNF 39054886).

#### Périodiques
- Les Greniers de la mémoire (Le Pouliguen), Les Carnets du Pouliguen, Le Pouliguen (no 1), juin 2017 (ISSN 2555-8412, BNF 45310458).
- Les Greniers de la mémoire (Le Pouliguen), Les Carnets du Pouliguen, Le Pouliguen (no 2), juin 2018 (ISSN 2555-8412, BNF 45310458).
- Les Greniers de la mémoire (Le Pouliguen), Les Carnets du Pouliguen, Le Pouliguen (no 3), juin 2019 (ISSN 2555-8412, BNF 45310458).
- Les Greniers de la mémoire (Le Pouliguen), Les Carnets du Pouliguen, Le Pouliguen (no 4), juin 2020 (ISSN 2555-8412, BNF 45310458).
- Les Greniers de la mémoire (Le Pouliguen), Les Carnets du Pouliguen, Le Pouliguen (no 6), juin 2022 (ISSN 2555-8412, BNF 45310458).